# Campeonato Canadense de Patinação Artística no Gelo
O Campeonato Canadense de Patinação Artística no Gelo (em inglês:  Canadian Figure Skating Championships é uma competição nacional anual de patinação artística no gelo do Canadá, e é organizada pelo Skate Canada. Os patinadores competem em quatro eventos, individual masculino, individual feminino, duplas e dança no gelo, e em três níveis, sênior, júnior e noviço. 
A competição determina os campeões nacionais e os representantes do Canadá em competições internacionais como Campeonato Mundial, Campeonato Mundial Júnior, Campeonato dos Quatro Continentes e os Jogos Olímpicos de Inverno.

## Edições
| Ano          | Edição                                                                           | Cidade sede                                                                      | Sênior                                                                           | Sênior                                                                           | Sênior                                                                           | Sênior                                                                           | Sênior                                                                           | Júnior                                                                           | Júnior                                                                           | Júnior                                                                           | Júnior                                                                           | Noviço                                                                           | Noviço                                                                           | Noviço                                                                           | Noviço                                                                           |                                                                                  |
| Ano          | Edição                                                                           | Cidade sede                                                                      | M                                                                                | F                                                                                | P                                                                                | D                                                                                | Q                                                                                | M                                                                                | F                                                                                | P                                                                                | D                                                                                | M                                                                                | F                                                                                | P                                                                                | D                                                                                |                                                                                  |
| ------------ | -------------------------------------------------------------------------------- | -------------------------------------------------------------------------------- | -------------------------------------------------------------------------------- | -------------------------------------------------------------------------------- | -------------------------------------------------------------------------------- | -------------------------------------------------------------------------------- | -------------------------------------------------------------------------------- | -------------------------------------------------------------------------------- | -------------------------------------------------------------------------------- | -------------------------------------------------------------------------------- | -------------------------------------------------------------------------------- | -------------------------------------------------------------------------------- | -------------------------------------------------------------------------------- | -------------------------------------------------------------------------------- | -------------------------------------------------------------------------------- | -------------------------------------------------------------------------------- |
| 1905         | 1.ª                                                                              |                                                                                  | •                                                                                | •                                                                                | •                                                                                | –                                                                                | –                                                                                | –                                                                                | –                                                                                | –                                                                                | –                                                                                | –                                                                                | –                                                                                | –                                                                                | –                                                                                |                                                                                  |
| 1906         | 2.ª                                                                              |                                                                                  | •                                                                                | •                                                                                | •                                                                                | –                                                                                | –                                                                                | –                                                                                | –                                                                                | –                                                                                | –                                                                                | –                                                                                | –                                                                                | –                                                                                | –                                                                                |                                                                                  |
| 1907         | Não houve competição devido a destruição pelo fogo do rink do Minto Skating Club | Não houve competição devido a destruição pelo fogo do rink do Minto Skating Club | Não houve competição devido a destruição pelo fogo do rink do Minto Skating Club | Não houve competição devido a destruição pelo fogo do rink do Minto Skating Club | Não houve competição devido a destruição pelo fogo do rink do Minto Skating Club | Não houve competição devido a destruição pelo fogo do rink do Minto Skating Club | Não houve competição devido a destruição pelo fogo do rink do Minto Skating Club | Não houve competição devido a destruição pelo fogo do rink do Minto Skating Club | Não houve competição devido a destruição pelo fogo do rink do Minto Skating Club | Não houve competição devido a destruição pelo fogo do rink do Minto Skating Club | Não houve competição devido a destruição pelo fogo do rink do Minto Skating Club | Não houve competição devido a destruição pelo fogo do rink do Minto Skating Club | Não houve competição devido a destruição pelo fogo do rink do Minto Skating Club | Não houve competição devido a destruição pelo fogo do rink do Minto Skating Club | Não houve competição devido a destruição pelo fogo do rink do Minto Skating Club | Não houve competição devido a destruição pelo fogo do rink do Minto Skating Club |
| 1908         | 3.ª                                                                              |                                                                                  | •                                                                                | •                                                                                | •                                                                                | –                                                                                | –                                                                                | –                                                                                | –                                                                                | –                                                                                | –                                                                                | –                                                                                | –                                                                                | –                                                                                | –                                                                                |                                                                                  |
| 1909         | Não houve competição                                                             | Não houve competição                                                             | Não houve competição                                                             | Não houve competição                                                             | Não houve competição                                                             | Não houve competição                                                             | Não houve competição                                                             | Não houve competição                                                             | Não houve competição                                                             | Não houve competição                                                             | Não houve competição                                                             | Não houve competição                                                             | Não houve competição                                                             | Não houve competição                                                             | Não houve competição                                                             | Não houve competição                                                             |
| 1910         | 4.ª                                                                              |                                                                                  | •                                                                                | •                                                                                | •                                                                                | •                                                                                | •                                                                                | –                                                                                | –                                                                                | –                                                                                | –                                                                                | –                                                                                | –                                                                                | –                                                                                | –                                                                                |                                                                                  |
| 1911         | 5.ª                                                                              |                                                                                  | •                                                                                | •                                                                                | •                                                                                | –                                                                                | –                                                                                | –                                                                                | –                                                                                | –                                                                                | –                                                                                | –                                                                                | –                                                                                | –                                                                                | –                                                                                |                                                                                  |
| 1912         | 6.ª                                                                              |                                                                                  | •                                                                                | •                                                                                | •                                                                                | –                                                                                | –                                                                                | –                                                                                | –                                                                                | –                                                                                | –                                                                                | –                                                                                | –                                                                                | –                                                                                | –                                                                                |                                                                                  |
| 1913         | 7.ª                                                                              |                                                                                  | •                                                                                | •                                                                                | •                                                                                | –                                                                                | •                                                                                | –                                                                                | –                                                                                | –                                                                                | –                                                                                | –                                                                                | –                                                                                | –                                                                                | –                                                                                |                                                                                  |
| 1914         | 8.ª                                                                              |                                                                                  | •                                                                                | •                                                                                | •                                                                                | –                                                                                | •                                                                                | –                                                                                | –                                                                                | –                                                                                | –                                                                                | –                                                                                | –                                                                                | –                                                                                | –                                                                                |                                                                                  |
| 1915– 1919   | Não houve competição devido a Primeira Guerra Mundial                            | Não houve competição devido a Primeira Guerra Mundial                            | Não houve competição devido a Primeira Guerra Mundial                            | Não houve competição devido a Primeira Guerra Mundial                            | Não houve competição devido a Primeira Guerra Mundial                            | Não houve competição devido a Primeira Guerra Mundial                            | Não houve competição devido a Primeira Guerra Mundial                            | Não houve competição devido a Primeira Guerra Mundial                            | Não houve competição devido a Primeira Guerra Mundial                            | Não houve competição devido a Primeira Guerra Mundial                            | Não houve competição devido a Primeira Guerra Mundial                            | Não houve competição devido a Primeira Guerra Mundial                            | Não houve competição devido a Primeira Guerra Mundial                            | Não houve competição devido a Primeira Guerra Mundial                            | Não houve competição devido a Primeira Guerra Mundial                            | Não houve competição devido a Primeira Guerra Mundial                            |
| 1920         | 9.ª                                                                              |                                                                                  | •                                                                                | •                                                                                | •                                                                                | –                                                                                | •                                                                                | –                                                                                | –                                                                                | –                                                                                | –                                                                                | –                                                                                | –                                                                                | –                                                                                | –                                                                                |                                                                                  |
| 1921         | 10.ª                                                                             |                                                                                  | •                                                                                | •                                                                                | •                                                                                | –                                                                                | •                                                                                | –                                                                                | –                                                                                | –                                                                                | –                                                                                | –                                                                                | –                                                                                | –                                                                                | –                                                                                |                                                                                  |
| 1922         | 11.ª                                                                             | Ottawa, Ontário                                                                  | •                                                                                | •                                                                                | •                                                                                | –                                                                                | •                                                                                | –                                                                                | –                                                                                | –                                                                                | –                                                                                | –                                                                                | –                                                                                | –                                                                                | –                                                                                |                                                                                  |
| 1923         | 12.ª                                                                             |                                                                                  | •                                                                                | •                                                                                | •                                                                                | –                                                                                | •                                                                                | –                                                                                | –                                                                                | –                                                                                | –                                                                                | –                                                                                | –                                                                                | –                                                                                | –                                                                                |                                                                                  |
| 1924         | 13.ª                                                                             |                                                                                  | •                                                                                | •                                                                                | •                                                                                | –                                                                                | •                                                                                | –                                                                                | –                                                                                | –                                                                                | –                                                                                | –                                                                                | –                                                                                | –                                                                                | –                                                                                |                                                                                  |
| 1925         | 14.ª                                                                             |                                                                                  | •                                                                                | •                                                                                | •                                                                                | –                                                                                | •                                                                                | –                                                                                | –                                                                                | –                                                                                | –                                                                                | –                                                                                | –                                                                                | –                                                                                | –                                                                                |                                                                                  |
| 1926         | 15.ª                                                                             |                                                                                  | •                                                                                | •                                                                                | •                                                                                | –                                                                                | •                                                                                | –                                                                                | –                                                                                | –                                                                                | –                                                                                | –                                                                                | –                                                                                | –                                                                                | –                                                                                |                                                                                  |
| 1927         | 16.ª                                                                             |                                                                                  | •                                                                                | •                                                                                | •                                                                                | –                                                                                | •                                                                                | –                                                                                | –                                                                                | –                                                                                | –                                                                                | –                                                                                | –                                                                                | –                                                                                | –                                                                                |                                                                                  |
| 1928         | 17.ª                                                                             |                                                                                  | •                                                                                | •                                                                                | •                                                                                | –                                                                                | •                                                                                | •                                                                                | •                                                                                | –                                                                                | –                                                                                | –                                                                                | –                                                                                | –                                                                                | –                                                                                |                                                                                  |
| 1929         | 18.ª                                                                             |                                                                                  | •                                                                                | •                                                                                | •                                                                                | –                                                                                | •                                                                                | •                                                                                | •                                                                                | –                                                                                | –                                                                                | –                                                                                | –                                                                                | –                                                                                | –                                                                                |                                                                                  |
| 1930         | 19.ª                                                                             |                                                                                  | •                                                                                | •                                                                                | •                                                                                | –                                                                                | •                                                                                | •                                                                                | •                                                                                | –                                                                                | –                                                                                | –                                                                                | –                                                                                | –                                                                                | –                                                                                |                                                                                  |
| 1931         | 20.ª                                                                             |                                                                                  | •                                                                                | •                                                                                | •                                                                                | –                                                                                | •                                                                                | •                                                                                | •                                                                                | •                                                                                | –                                                                                | –                                                                                | –                                                                                | –                                                                                | –                                                                                |                                                                                  |
| 1932         | 21.ª                                                                             |                                                                                  | •                                                                                | •                                                                                | •                                                                                | –                                                                                | •                                                                                | •                                                                                | •                                                                                | •                                                                                | –                                                                                | –                                                                                | –                                                                                | –                                                                                | –                                                                                |                                                                                  |
| 1933         | 22.ª                                                                             |                                                                                  | •                                                                                | •                                                                                | •                                                                                | –                                                                                | •                                                                                | •                                                                                | •                                                                                | •                                                                                | –                                                                                | –                                                                                | –                                                                                | –                                                                                | –                                                                                |                                                                                  |
| 1934         | 23.ª                                                                             |                                                                                  | •                                                                                | •                                                                                | •                                                                                | –                                                                                | •                                                                                | •                                                                                | •                                                                                | •                                                                                | –                                                                                | –                                                                                | –                                                                                | –                                                                                | –                                                                                |                                                                                  |
| 1935         | 24.ª                                                                             |                                                                                  | •                                                                                | •                                                                                | •                                                                                | •                                                                                | •                                                                                | •                                                                                | •                                                                                | •                                                                                | •                                                                                | –                                                                                | –                                                                                | –                                                                                | –                                                                                |                                                                                  |
| 1936         | 25.ª                                                                             |                                                                                  | •                                                                                | •                                                                                | •                                                                                | •                                                                                | •                                                                                | •                                                                                | •                                                                                | •                                                                                | •                                                                                | –                                                                                | –                                                                                | –                                                                                | –                                                                                |                                                                                  |
| 1937         | 26.ª                                                                             |                                                                                  | •                                                                                | •                                                                                | •                                                                                | •                                                                                | •                                                                                | •                                                                                | •                                                                                | •                                                                                | •                                                                                | –                                                                                | –                                                                                | –                                                                                | –                                                                                |                                                                                  |
| 1938         | 27.ª                                                                             |                                                                                  | •                                                                                | •                                                                                | •                                                                                | •                                                                                | •                                                                                | •                                                                                | •                                                                                | •                                                                                | •                                                                                | –                                                                                | –                                                                                | –                                                                                | –                                                                                |                                                                                  |
| 1939         | 28.ª                                                                             |                                                                                  | •                                                                                | •                                                                                | •                                                                                | •                                                                                | •                                                                                | •                                                                                | •                                                                                | •                                                                                | •                                                                                | –                                                                                | –                                                                                | –                                                                                | –                                                                                |                                                                                  |
| 1940         | 29.ª                                                                             | Ottawa, Ontário                                                                  | •                                                                                | •                                                                                | •                                                                                | •                                                                                | •                                                                                | •                                                                                | •                                                                                | •                                                                                | •                                                                                | –                                                                                | –                                                                                | –                                                                                | –                                                                                |                                                                                  |
| 1941         | 30.ª                                                                             | Montreal, Quebec                                                                 | •                                                                                | •                                                                                | •                                                                                | •                                                                                | •                                                                                | •                                                                                | •                                                                                | •                                                                                | •                                                                                | –                                                                                | –                                                                                | –                                                                                | –                                                                                |                                                                                  |
| 1942         | 31.ª                                                                             | Winnipeg, Manitoba                                                               | •                                                                                | •                                                                                | •                                                                                | •                                                                                | •                                                                                | •                                                                                | •                                                                                | •                                                                                | •                                                                                | –                                                                                | –                                                                                | –                                                                                | –                                                                                |                                                                                  |
| 1943         | 32.ª                                                                             |                                                                                  | –                                                                                | –                                                                                | –                                                                                | –                                                                                | –                                                                                | •                                                                                | •                                                                                | •                                                                                | •                                                                                | –                                                                                | –                                                                                | –                                                                                | –                                                                                |                                                                                  |
| 1944         | 33.ª                                                                             | Toronto, Ontário                                                                 | –                                                                                | •                                                                                | –                                                                                | –                                                                                | –                                                                                | •                                                                                | •                                                                                | •                                                                                | •                                                                                | –                                                                                | –                                                                                | –                                                                                | –                                                                                |                                                                                  |
| 1945         | 34.ª                                                                             | Toronto, Ontário                                                                 | •                                                                                | •                                                                                | •                                                                                | •                                                                                | –                                                                                | •                                                                                | •                                                                                | •                                                                                | •                                                                                | –                                                                                | –                                                                                | –                                                                                | –                                                                                |                                                                                  |
| 1946         | 35.ª                                                                             | Toronto, Ontário                                                                 | •                                                                                | •                                                                                | •                                                                                | •                                                                                | –                                                                                | •                                                                                | •                                                                                | •                                                                                | •                                                                                | –                                                                                | –                                                                                | –                                                                                | –                                                                                |                                                                                  |
| 1947         | 36.ª                                                                             | Toronto, Ontário                                                                 | •                                                                                | •                                                                                | •                                                                                | •                                                                                | –                                                                                | •                                                                                | •                                                                                | •                                                                                | •                                                                                | –                                                                                | –                                                                                | –                                                                                | •                                                                                |                                                                                  |
| 1948         | 37.ª                                                                             | Calgary, Alberta                                                                 | •                                                                                | •                                                                                | •                                                                                | •                                                                                | –                                                                                | •                                                                                | •                                                                                | •                                                                                | •                                                                                | –                                                                                | –                                                                                | –                                                                                | •                                                                                |                                                                                  |
| 1949         | 38.ª                                                                             | Ottawa, Ontário                                                                  | •                                                                                | •                                                                                | •                                                                                | •                                                                                | –                                                                                | •                                                                                | •                                                                                | •                                                                                | •                                                                                | –                                                                                | –                                                                                | –                                                                                | •                                                                                |                                                                                  |
| 1950         | 39.ª                                                                             | St. Catharines, Ontário                                                          | •                                                                                | •                                                                                | •                                                                                | •                                                                                | –                                                                                | •                                                                                | •                                                                                | •                                                                                | •                                                                                | –                                                                                | –                                                                                | –                                                                                | •                                                                                |                                                                                  |
| 1951         | 40.ª                                                                             | Vancouver, Colúmbia Britânica                                                    | •                                                                                | •                                                                                | •                                                                                | •                                                                                | •                                                                                | •                                                                                | •                                                                                | •                                                                                | •                                                                                | –                                                                                | –                                                                                | –                                                                                | •                                                                                |                                                                                  |
| 1952         | 41.ª                                                                             | Oshawa, Ontário                                                                  | •                                                                                | •                                                                                | •                                                                                | •                                                                                | –                                                                                | •                                                                                | •                                                                                | •                                                                                | •                                                                                | –                                                                                | –                                                                                | –                                                                                | •                                                                                |                                                                                  |
| 1953         | 42.ª                                                                             | Ottawa, Ontário                                                                  | •                                                                                | •                                                                                | •                                                                                | •                                                                                | –                                                                                | •                                                                                | •                                                                                | •                                                                                | •                                                                                | –                                                                                | –                                                                                | –                                                                                | •                                                                                |                                                                                  |
| 1954         | 43.ª                                                                             | Calgary, Alberta                                                                 | •                                                                                | •                                                                                | •                                                                                | •                                                                                | –                                                                                | •                                                                                | •                                                                                | •                                                                                | •                                                                                | –                                                                                | –                                                                                | –                                                                                | •                                                                                |                                                                                  |
| 1955         | 44.ª                                                                             | Toronto, Ontário                                                                 | •                                                                                | •                                                                                | •                                                                                | •                                                                                | •                                                                                | •                                                                                | •                                                                                | •                                                                                | •                                                                                | –                                                                                | –                                                                                | –                                                                                | •                                                                                |                                                                                  |
| 1956         | 45.ª                                                                             | Galt, Ontário                                                                    | •                                                                                | •                                                                                | •                                                                                | •                                                                                | –                                                                                | •                                                                                | •                                                                                | •                                                                                | •                                                                                | –                                                                                | –                                                                                | –                                                                                | •                                                                                |                                                                                  |
| 1957         | 46.ª                                                                             | Winnipeg, Manitoba                                                               | •                                                                                | •                                                                                | •                                                                                | •                                                                                | –                                                                                | •                                                                                | •                                                                                | •                                                                                | •                                                                                | –                                                                                | –                                                                                | –                                                                                | •                                                                                |                                                                                  |
| 1958         | 47.ª                                                                             | Ottawa, Ontário                                                                  | •                                                                                | •                                                                                | •                                                                                | •                                                                                | –                                                                                | •                                                                                | •                                                                                | •                                                                                | •                                                                                | –                                                                                | –                                                                                | –                                                                                | •                                                                                |                                                                                  |
| 1959         | 48.ª                                                                             | Noranda, Quebec                                                                  | •                                                                                | •                                                                                | •                                                                                | •                                                                                | •                                                                                | •                                                                                | •                                                                                | •                                                                                | •                                                                                | –                                                                                | –                                                                                | –                                                                                | •                                                                                |                                                                                  |
| 1960         | 49.ª                                                                             | Regina, Saskatchewan                                                             | •                                                                                | •                                                                                | •                                                                                | •                                                                                | –                                                                                | •                                                                                | •                                                                                | •                                                                                | •                                                                                | –                                                                                | –                                                                                | –                                                                                | –                                                                                |                                                                                  |
| 1961         | 50.ª                                                                             | Lachine, Quebec                                                                  | •                                                                                | •                                                                                | •                                                                                | •                                                                                | –                                                                                | •                                                                                | •                                                                                | •                                                                                | •                                                                                | –                                                                                | –                                                                                | –                                                                                | –                                                                                |                                                                                  |
| 1962         | 51.ª                                                                             | Toronto, Ontário                                                                 | •                                                                                | •                                                                                | •                                                                                | •                                                                                | •                                                                                | •                                                                                | •                                                                                | •                                                                                | •                                                                                | –                                                                                | –                                                                                | –                                                                                | –                                                                                |                                                                                  |
| 1963         | 52.ª                                                                             | Edmonton, Alberta                                                                | •                                                                                | •                                                                                | •                                                                                | •                                                                                | –                                                                                | •                                                                                | •                                                                                | •                                                                                | •                                                                                | –                                                                                | –                                                                                | –                                                                                | –                                                                                |                                                                                  |
| 1964         | 53.ª                                                                             | North Bay, Ontário                                                               | •                                                                                | •                                                                                | •                                                                                | •                                                                                | •                                                                                | •                                                                                | •                                                                                | •                                                                                | •                                                                                | –                                                                                | –                                                                                | –                                                                                | –                                                                                |                                                                                  |
| 1965         | 54.ª                                                                             | Calgary, Alberta                                                                 | •                                                                                | •                                                                                | •                                                                                | •                                                                                | –                                                                                | •                                                                                | •                                                                                | •                                                                                | •                                                                                | –                                                                                | –                                                                                | –                                                                                | –                                                                                |                                                                                  |
| 1966         | 55.ª                                                                             | Peterborough, Ontário                                                            | •                                                                                | •                                                                                | •                                                                                | •                                                                                | –                                                                                | •                                                                                | •                                                                                | •                                                                                | •                                                                                | •                                                                                | •                                                                                | •                                                                                | •                                                                                |                                                                                  |
| 1967         | 56.ª                                                                             | Toronto, Ontário                                                                 | •                                                                                | •                                                                                | •                                                                                | •                                                                                | –                                                                                | •                                                                                | •                                                                                | •                                                                                | •                                                                                | •                                                                                | •                                                                                | •                                                                                | •                                                                                |                                                                                  |
| 1968         | 57.ª                                                                             | Vancouver, Colúmbia Britânica                                                    | •                                                                                | •                                                                                | •                                                                                | •                                                                                | –                                                                                | •                                                                                | •                                                                                | •                                                                                | •                                                                                | •                                                                                | •                                                                                | •                                                                                | •                                                                                |                                                                                  |
| 1969         | 58.ª                                                                             | Toronto, Ontário                                                                 | •                                                                                | •                                                                                | •                                                                                | •                                                                                | –                                                                                | •                                                                                | •                                                                                | •                                                                                | •                                                                                | •                                                                                | •                                                                                | •                                                                                | •                                                                                |                                                                                  |
| 1970         | 59.ª                                                                             | Edmonton, Alberta                                                                | •                                                                                | •                                                                                | •                                                                                | •                                                                                | –                                                                                | •                                                                                | •                                                                                | •                                                                                | •                                                                                | •                                                                                | •                                                                                | •                                                                                | •                                                                                |                                                                                  |
| 1971         | 60.ª                                                                             | Winnipeg, Manitoba                                                               | •                                                                                | •                                                                                | •                                                                                | •                                                                                | –                                                                                | •                                                                                | •                                                                                | •                                                                                | •                                                                                | •                                                                                | •                                                                                | •                                                                                | •                                                                                |                                                                                  |
| 1972         | 61.ª                                                                             | London, Ontário                                                                  | •                                                                                | •                                                                                | •                                                                                | •                                                                                | –                                                                                | •                                                                                | •                                                                                | •                                                                                | •                                                                                | •                                                                                | •                                                                                | •                                                                                | •                                                                                |                                                                                  |
| 1973         | 62.ª                                                                             | Vancouver, Colúmbia Britânica                                                    | •                                                                                | •                                                                                | •                                                                                | •                                                                                | –                                                                                | •                                                                                | •                                                                                | •                                                                                | •                                                                                | •                                                                                | •                                                                                | •                                                                                | •                                                                                |                                                                                  |
| 1974         | 63.ª                                                                             | Moncton, Nova Brunswick                                                          | •                                                                                | •                                                                                | •                                                                                | •                                                                                | –                                                                                | •                                                                                | •                                                                                | •                                                                                | •                                                                                | •                                                                                | •                                                                                | •                                                                                | •                                                                                |                                                                                  |
| 1975         | 64.ª                                                                             | Quebec, Quebec                                                                   | •                                                                                | •                                                                                | •                                                                                | •                                                                                | –                                                                                | •                                                                                | •                                                                                | •                                                                                | •                                                                                | •                                                                                | •                                                                                | •                                                                                | •                                                                                |                                                                                  |
| 1976         | 65.ª                                                                             | London, Ontário                                                                  | •                                                                                | •                                                                                | •                                                                                | •                                                                                | –                                                                                | •                                                                                | •                                                                                | •                                                                                | •                                                                                | •                                                                                | •                                                                                | •                                                                                | •                                                                                |                                                                                  |
| 1977         | 66.ª                                                                             | Calgary, Alberta                                                                 | •                                                                                | •                                                                                | •                                                                                | •                                                                                | –                                                                                | •                                                                                | •                                                                                | •                                                                                | •                                                                                | •                                                                                | •                                                                                | •                                                                                | •                                                                                |                                                                                  |
| 1978         | 67.ª                                                                             | Victoria, Colúmbia Britânica                                                     | •                                                                                | •                                                                                | •                                                                                | •                                                                                | –                                                                                | •                                                                                | •                                                                                | •                                                                                | •                                                                                | •                                                                                | •                                                                                | •                                                                                | •                                                                                |                                                                                  |
| 1979         | 68.ª                                                                             | Thunder Bay, Ontário                                                             | •                                                                                | •                                                                                | •                                                                                | •                                                                                | –                                                                                | •                                                                                | •                                                                                | •                                                                                | •                                                                                | •                                                                                | •                                                                                | •                                                                                | •                                                                                |                                                                                  |
| 1980         | 69.ª                                                                             | Kitchener, Ontário                                                               | •                                                                                | •                                                                                | •                                                                                | •                                                                                | –                                                                                | •                                                                                | •                                                                                | •                                                                                | •                                                                                | •                                                                                | •                                                                                | •                                                                                | •                                                                                |                                                                                  |
| 1981         | 70.ª                                                                             | Halifax, Nova Escócia                                                            | •                                                                                | •                                                                                | •                                                                                | •                                                                                | –                                                                                | •                                                                                | •                                                                                | •                                                                                | •                                                                                | •                                                                                | •                                                                                | •                                                                                | •                                                                                |                                                                                  |
| 1982         | 71.ª                                                                             | Brandon, Manitoba                                                                | •                                                                                | •                                                                                | •                                                                                | •                                                                                | •                                                                                | •                                                                                | •                                                                                | •                                                                                | •                                                                                | •                                                                                | •                                                                                | •                                                                                | •                                                                                |                                                                                  |
| 1983         | 72.ª                                                                             | Montreal, Quebec                                                                 | •                                                                                | •                                                                                | •                                                                                | •                                                                                | –                                                                                | •                                                                                | •                                                                                | •                                                                                | •                                                                                | •                                                                                | •                                                                                | •                                                                                | •                                                                                |                                                                                  |
| 1984         | 73.ª                                                                             | Regina, Saskatchewan                                                             | •                                                                                | •                                                                                | •                                                                                | •                                                                                | •                                                                                | •                                                                                | •                                                                                | •                                                                                | •                                                                                | •                                                                                | •                                                                                | •                                                                                | •                                                                                |                                                                                  |
| 1985         | 74.ª                                                                             | Moncton, Nova Brunswick                                                          | •                                                                                | •                                                                                | •                                                                                | •                                                                                | •                                                                                | •                                                                                | •                                                                                | •                                                                                | •                                                                                | •                                                                                | •                                                                                | •                                                                                | •                                                                                |                                                                                  |
| 1986         | 75.ª                                                                             | North Bay, Ontário                                                               | •                                                                                | •                                                                                | •                                                                                | •                                                                                | •                                                                                | •                                                                                | •                                                                                | •                                                                                | •                                                                                | •                                                                                | •                                                                                | •                                                                                | •                                                                                |                                                                                  |
| 1987         | 76.ª                                                                             | Ottawa, Ontário                                                                  | •                                                                                | •                                                                                | •                                                                                | •                                                                                | •                                                                                | •                                                                                | •                                                                                | •                                                                                | •                                                                                | •                                                                                | •                                                                                | •                                                                                | •                                                                                |                                                                                  |
| 1988         | 77.ª                                                                             | Victoria, Colúmbia Britânica                                                     | •                                                                                | •                                                                                | •                                                                                | •                                                                                | •                                                                                | •                                                                                | •                                                                                | •                                                                                | •                                                                                | •                                                                                | •                                                                                | •                                                                                | •                                                                                |                                                                                  |
| 1989         | 78.ª                                                                             | Chicoutimi, Quebec                                                               | •                                                                                | •                                                                                | •                                                                                | •                                                                                | •                                                                                | •                                                                                | •                                                                                | •                                                                                | •                                                                                | •                                                                                | •                                                                                | •                                                                                | •                                                                                |                                                                                  |
| 1990         | 79.ª                                                                             | Sudbury, Ontário                                                                 | •                                                                                | •                                                                                | •                                                                                | •                                                                                | •                                                                                | •                                                                                | •                                                                                | •                                                                                | •                                                                                | •                                                                                | •                                                                                | •                                                                                | •                                                                                |                                                                                  |
| 1991         | 80.ª                                                                             | Saskatoon, Saskatchewan                                                          | •                                                                                | •                                                                                | •                                                                                | •                                                                                | •                                                                                | •                                                                                | •                                                                                | •                                                                                | •                                                                                | •                                                                                | •                                                                                | •                                                                                | •                                                                                |                                                                                  |
| 1992         | 81.ª                                                                             | Moncton, Nova Brunswick                                                          | •                                                                                | •                                                                                | •                                                                                | •                                                                                | •                                                                                | •                                                                                | •                                                                                | •                                                                                | •                                                                                | •                                                                                | •                                                                                | •                                                                                | •                                                                                |                                                                                  |
| 1993         | 82.ª                                                                             | Hamilton, Ontário                                                                | •                                                                                | •                                                                                | •                                                                                | •                                                                                | •                                                                                | •                                                                                | •                                                                                | •                                                                                | •                                                                                | •                                                                                | •                                                                                | •                                                                                | •                                                                                |                                                                                  |
| 1994         | 83.ª                                                                             | Edmonton, Alberta                                                                | •                                                                                | •                                                                                | •                                                                                | •                                                                                | •                                                                                | •                                                                                | •                                                                                | •                                                                                | •                                                                                | •                                                                                | •                                                                                | •                                                                                | •                                                                                |                                                                                  |
| 1995         | 84.ª                                                                             | Halifax, Nova Escócia                                                            | •                                                                                | •                                                                                | •                                                                                | •                                                                                | •                                                                                | •                                                                                | •                                                                                | •                                                                                | •                                                                                | •                                                                                | •                                                                                | •                                                                                | •                                                                                |                                                                                  |
| 1996         | 85.ª                                                                             | Ottawa, Ontário                                                                  | •                                                                                | •                                                                                | •                                                                                | •                                                                                | •                                                                                | •                                                                                | •                                                                                | •                                                                                | •                                                                                | •                                                                                | •                                                                                | •                                                                                | •                                                                                |                                                                                  |
| 1997         | 86.ª                                                                             | Vancouver, Colúmbia Britânica                                                    | •                                                                                | •                                                                                | •                                                                                | •                                                                                | •                                                                                | •                                                                                | •                                                                                | •                                                                                | •                                                                                | •                                                                                | •                                                                                | •                                                                                | •                                                                                |                                                                                  |
| 1998         | 87.ª                                                                             | Hamilton, Ontário                                                                | •                                                                                | •                                                                                | •                                                                                | •                                                                                | –                                                                                | •                                                                                | •                                                                                | •                                                                                | •                                                                                | •                                                                                | •                                                                                | •                                                                                | •                                                                                |                                                                                  |
| 1999         | 88.ª                                                                             | Ottawa, Ontário                                                                  | •                                                                                | •                                                                                | •                                                                                | •                                                                                | –                                                                                | •                                                                                | •                                                                                | •                                                                                | •                                                                                | •                                                                                | •                                                                                | •                                                                                | •                                                                                |                                                                                  |
| 2000         | 89.ª                                                                             | Calgary, Alberta                                                                 | •                                                                                | •                                                                                | •                                                                                | •                                                                                | –                                                                                | •                                                                                | •                                                                                | •                                                                                | •                                                                                | •                                                                                | •                                                                                | •                                                                                | •                                                                                |                                                                                  |
| 2001         | 90.ª                                                                             | Winnipeg, Manitoba                                                               | •                                                                                | •                                                                                | •                                                                                | •                                                                                | –                                                                                | •                                                                                | •                                                                                | •                                                                                | •                                                                                | –                                                                                | –                                                                                | –                                                                                | –                                                                                |                                                                                  |
| 2002         | 91.ª                                                                             | Hamilton, Ontário                                                                | •                                                                                | •                                                                                | •                                                                                | •                                                                                | –                                                                                | •                                                                                | •                                                                                | •                                                                                | •                                                                                | –                                                                                | –                                                                                | –                                                                                | –                                                                                |                                                                                  |
| 2003         | 92.ª                                                                             | Saskatoon, Saskatchewan                                                          | •                                                                                | •                                                                                | •                                                                                | •                                                                                | –                                                                                | •                                                                                | •                                                                                | •                                                                                | •                                                                                | –                                                                                | –                                                                                | –                                                                                | –                                                                                |                                                                                  |
| 2004         | 93.ª                                                                             | Edmonton, Alberta                                                                | •                                                                                | •                                                                                | •                                                                                | •                                                                                | –                                                                                | •                                                                                | •                                                                                | •                                                                                | •                                                                                | –                                                                                | –                                                                                | –                                                                                | –                                                                                |                                                                                  |
| 2005         | 94.ª                                                                             | London, Ontário                                                                  | •                                                                                | •                                                                                | •                                                                                | •                                                                                | –                                                                                | •                                                                                | •                                                                                | •                                                                                | •                                                                                | –                                                                                | –                                                                                | –                                                                                | –                                                                                |                                                                                  |
| 2006         | 95.ª                                                                             | Ottawa, Ontário                                                                  | •                                                                                | •                                                                                | •                                                                                | •                                                                                | –                                                                                | •                                                                                | •                                                                                | •                                                                                | •                                                                                | –                                                                                | –                                                                                | –                                                                                | –                                                                                |                                                                                  |
| 2007         | 96.ª                                                                             | Halifax, Nova Escócia                                                            | •                                                                                | •                                                                                | •                                                                                | •                                                                                | –                                                                                | •                                                                                | •                                                                                | •                                                                                | •                                                                                | •                                                                                | •                                                                                | •                                                                                | •                                                                                |                                                                                  |
| 2008         | 97.ª                                                                             | Vancouver, Colúmbia Britânica                                                    | •                                                                                | •                                                                                | •                                                                                | •                                                                                | –                                                                                | •                                                                                | •                                                                                | •                                                                                | •                                                                                | •                                                                                | •                                                                                | •                                                                                | •                                                                                |                                                                                  |
| 2009         | 98.ª                                                                             | Saskatoon, Saskatchewan                                                          | •                                                                                | •                                                                                | •                                                                                | •                                                                                | –                                                                                | •                                                                                | •                                                                                | •                                                                                | •                                                                                | •                                                                                | •                                                                                | •                                                                                | •                                                                                |                                                                                  |
| 2010         | 99.ª                                                                             | London, Ontário                                                                  | •                                                                                | •                                                                                | •                                                                                | •                                                                                | –                                                                                | •                                                                                | •                                                                                | •                                                                                | •                                                                                | •                                                                                | •                                                                                | •                                                                                | •                                                                                |                                                                                  |
| 2011         | 100.ª                                                                            | Victoria, Colúmbia Britânica                                                     | •                                                                                | •                                                                                | •                                                                                | •                                                                                | –                                                                                | •                                                                                | •                                                                                | •                                                                                | •                                                                                | •                                                                                | •                                                                                | •                                                                                | •                                                                                |                                                                                  |
| 2012         | 101.ª                                                                            | Moncton, Nova Brunswick                                                          | •                                                                                | •                                                                                | •                                                                                | •                                                                                | –                                                                                | •                                                                                | •                                                                                | •                                                                                | •                                                                                | •                                                                                | •                                                                                | •                                                                                | •                                                                                |                                                                                  |
| 2013         | 102.ª                                                                            | Mississauga, Ontário                                                             | •                                                                                | •                                                                                | •                                                                                | •                                                                                | –                                                                                | •                                                                                | •                                                                                | •                                                                                | •                                                                                | •                                                                                | •                                                                                | •                                                                                | •                                                                                |                                                                                  |
| 2014         | 103.ª                                                                            | Ottawa, Ontário                                                                  | •                                                                                | •                                                                                | •                                                                                | •                                                                                | –                                                                                | •                                                                                | •                                                                                | •                                                                                | •                                                                                | •                                                                                | •                                                                                | •                                                                                | •                                                                                |                                                                                  |
| 2015         | 104.ª                                                                            | Kingston, Ontário                                                                | •                                                                                | •                                                                                | •                                                                                | •                                                                                | –                                                                                | •                                                                                | •                                                                                | •                                                                                | •                                                                                | •                                                                                | •                                                                                | •                                                                                | •                                                                                |                                                                                  |
| 2016         | 105.ª                                                                            | Halifax, Nova Escócia                                                            | •                                                                                | •                                                                                | •                                                                                | •                                                                                | –                                                                                | •                                                                                | •                                                                                | •                                                                                | •                                                                                | •                                                                                | •                                                                                | •                                                                                | •                                                                                |                                                                                  |
| 2017         | 106.ª                                                                            | Ottawa, Ontário                                                                  | •                                                                                | •                                                                                | •                                                                                | •                                                                                | –                                                                                | •                                                                                | •                                                                                | •                                                                                | •                                                                                | •                                                                                | •                                                                                | •                                                                                | •                                                                                |                                                                                  |
| 2018         | 107.ª                                                                            | Vancouver, Colúmbia Britânica                                                    | •                                                                                | •                                                                                | •                                                                                | •                                                                                | –                                                                                | •                                                                                | •                                                                                | •                                                                                | •                                                                                | •                                                                                | •                                                                                | •                                                                                | •                                                                                |                                                                                  |
| Referências: |                                                                                  |                                                                                  |                                                                                  |                                                                                  |                                                                                  |                                                                                  |                                                                                  |                                                                                  |                                                                                  |                                                                                  |                                                                                  |                                                                                  |                                                                                  |                                                                                  |                                                                                  |                                                                                  |

## Lista de medalhistas

### Individual masculino
| Evento                         | Ouro                                                  | Prata                                                 | Bronze                                                |                                                       |                                                       |
| 1905 (detalhes)                | Ormond B. Haycock                                     |                                                       |                                                       |                                                       |                                                       |
| 1906 (detalhes)                | Ormond B. Haycock                                     |                                                       |                                                       |                                                       |                                                       |
| 1907                           | Não houve competição                                  | Não houve competição                                  | Não houve competição                                  | Não houve competição                                  | Não houve competição                                  |
| 1908 (detalhes)                | Ormond B. Haycock                                     |                                                       |                                                       |                                                       |                                                       |
| 1909                           | Não houve competição                                  | Não houve competição                                  | Não houve competição                                  | Não houve competição                                  | Não houve competição                                  |
| 1910 (detalhes)                | Douglas H. Nelles                                     |                                                       |                                                       |                                                       |                                                       |
| 1911 (detalhes)                | Ormond B. Haycock                                     | J. Cecil McDougall                                    |                                                       |                                                       |                                                       |
| 1912 (detalhes)                | Douglas H. Nelles                                     |                                                       |                                                       |                                                       |                                                       |
| 1913 (detalhes)                | Philip Chrysler                                       | Norman Scott                                          |                                                       |                                                       |                                                       |
| 1914 (detalhes)                | Norman Scott                                          | Philip Chrysler                                       |                                                       |                                                       |                                                       |
| 1915–1919                      | Não houve competição devido a Primeira Guerra Mundial | Não houve competição devido a Primeira Guerra Mundial | Não houve competição devido a Primeira Guerra Mundial | Não houve competição devido a Primeira Guerra Mundial | Não houve competição devido a Primeira Guerra Mundial |
| 1920 (detalhes)                | Norman Scott                                          | Duncan Hodgson                                        | Melville Rogers                                       |                                                       |                                                       |
| 1921 (detalhes)                | Duncan Hodgson                                        | John Machado                                          | Melville Rogers                                       |                                                       |                                                       |
| Ottawa 1922 (detalhes)         | Duncan Hodgson                                        | Melville Rogers                                       | John Machado                                          |                                                       |                                                       |
| 1923 (detalhes)                | Melville Rogers                                       | John Machado                                          | Norman Gregory                                        |                                                       |                                                       |
| 1924 (detalhes)                | John Machado                                          | Montgomery Wilson                                     | Norman Gregory                                        |                                                       |                                                       |
| 1925 (detalhes)                | Melville Rogers                                       | John Machado                                          | Montgomery Wilson                                     |                                                       |                                                       |
| 1926 (detalhes)                | Melville Rogers                                       | Montgomery Wilson                                     |                                                       |                                                       |                                                       |
| 1927 (detalhes)                | Melville Rogers                                       | Montgomery Wilson                                     | Jack Eastwood                                         |                                                       |                                                       |
| 1928 (detalhes)                | Melville Rogers                                       |                                                       |                                                       |                                                       |                                                       |
| 1929 (detalhes)                | Montgomery Wilson                                     | Stewart Reburn                                        | Jack Eastwood                                         |                                                       |                                                       |
| 1930 (detalhes)                | Montgomery Wilson                                     | Lewis Elkin                                           |                                                       |                                                       |                                                       |
| 1931 (detalhes)                | Montgomery Wilson                                     | Stewart Reburn                                        | Lewis Elkin                                           |                                                       |                                                       |
| 1932 (detalhes)                | Montgomery Wilson                                     | Guy Owen                                              | Hubert Sprott                                         |                                                       |                                                       |
| 1933 (detalhes)                | Montgomery Wilson                                     | Guy Owen                                              | Rupert Whitehead                                      |                                                       |                                                       |
| 1934 (detalhes)                | Montgomery Wilson                                     | Guy Owen                                              | Rupert Whitehead                                      |                                                       |                                                       |
| 1935 (detalhes)                | Montgomery Wilson                                     | Osborne Colson                                        | Guy Owen                                              |                                                       |                                                       |
| 1936 (detalhes)                | Osborne Colson                                        | Wingate Snaith                                        | Philip Lee                                            |                                                       |                                                       |
| 1937 (detalhes)                | Osborne Colson                                        | Wingate Snaith                                        | Ralph McCreath                                        |                                                       |                                                       |
| 1938 (detalhes)                | Montgomery Wilson                                     | Ralph McCreath                                        | Wingate Snaith                                        |                                                       |                                                       |
| 1939 (detalhes)                | Montgomery Wilson                                     | Ralph McCreath                                        | Jack Vigeon                                           |                                                       |                                                       |
| Ottawa 1940 (detalhes)         | Ralph McCreath                                        | Donald Gilchrist                                      | Wingate Snaith                                        |                                                       |                                                       |
| Montreal 1941 (detalhes)       | Ralph McCreath                                        | Donald Gilchrist                                      | Jack Vigeon                                           |                                                       |                                                       |
| Winnipeg 1942 (detalhes)       | Michael Kirby                                         | Donald Gilchrist                                      |                                                       |                                                       |                                                       |
| 1943–1944                      | Não houve competição devido a Segunda Guerra Mundial  | Não houve competição devido a Segunda Guerra Mundial  | Não houve competição devido a Segunda Guerra Mundial  | Não houve competição devido a Segunda Guerra Mundial  | Não houve competição devido a Segunda Guerra Mundial  |
| Toronto 1945 (detalhes)        | Nigel Stephens                                        | Frank Sellers                                         |                                                       |                                                       |                                                       |
| Toronto 1946 (detalhes)        | Ralph McCreath                                        | Norris Bowden                                         | Roger Wickson                                         |                                                       |                                                       |
| Toronto 1947 (detalhes)        | Norris Bowden                                         | Wallace Diestelmeyer                                  | Gerrard Blair                                         |                                                       |                                                       |
| Calgary 1948 (detalhes)        | Wallace Diestelmeyer                                  | Roger Wickson                                         |                                                       |                                                       |                                                       |
| Ottawa 1949 (detalhes)         | Roger Wickson                                         | William Lewis                                         | Donald Tobin                                          |                                                       |                                                       |
| St. Catharines 1950 (detalhes) | Roger Wickson                                         | Donald Tobin                                          | William Lewis                                         |                                                       |                                                       |
| Vancouver 1951 (detalhes)      | Peter Firstbrook                                      | Roger Wickson                                         | William Lewis                                         |                                                       |                                                       |
| Oshawa 1952 (detalhes)         | Peter Firstbrook                                      | William Lewis                                         | Peter Dunfield                                        |                                                       |                                                       |
| Ottawa 1953 (detalhes)         | Peter Firstbrook                                      | Charles Snelling                                      | Peter Dunfield                                        |                                                       |                                                       |
| Calgary 1954 (detalhes)        | Charles Snelling                                      | Douglas Court                                         | Paul Tatton                                           |                                                       |                                                       |
| Toronto 1955 (detalhes)        | Charles Snelling                                      | Douglas Court                                         |                                                       |                                                       |                                                       |
| Galt 1956 (detalhes)           | Charles Snelling                                      | Donald Jackson                                        | Douglas Court                                         |                                                       |                                                       |
| Winnipeg 1957 (detalhes)       | Charles Snelling                                      | Donald Jackson                                        | Edward Collins                                        |                                                       |                                                       |
| Ottawa 1958 (detalhes)         | Charles Snelling                                      | Donald Jackson                                        | Edward Collins                                        |                                                       |                                                       |
| Noranda 1959 (detalhes)        | Donald Jackson                                        | Edward Collins                                        |                                                       |                                                       |                                                       |
| Regina 1960 (detalhes)         | Donald Jackson                                        | Donald McPherson                                      | Louis Stong                                           |                                                       |                                                       |
| Lachine 1961 (detalhes)        | Donald Jackson                                        | Donald McPherson                                      | Bradley Black                                         |                                                       |                                                       |
| Toronto 1962 (detalhes)        | Donald Jackson                                        | Donald McPherson                                      | Donald Knight                                         |                                                       |                                                       |
| Edmonton 1963 (detalhes)       | Donald McPherson                                      | Donald Knight                                         | Bill Neale                                            |                                                       |                                                       |
| North Bay 1964 (detalhes)      | Charles Snelling                                      | Donald Knight                                         | Jay Humphry                                           |                                                       |                                                       |
| Calgary 1965 (detalhes)        | Donald Knight                                         | Charles Snelling                                      | Jay Humphry                                           |                                                       |                                                       |
| Peterborough 1966 (detalhes)   | Donald Knight                                         | Charles Snelling                                      | Jay Humphry                                           |                                                       |                                                       |
| Toronto 1967 (detalhes)        | Donald Knight                                         | Jay Humphry                                           | Charles Snelling                                      |                                                       |                                                       |
| Vancouver 1968 (detalhes)      | Jay Humphry                                           | David McGillivray                                     | Steve Hutchinson                                      |                                                       |                                                       |
| Toronto 1969 (detalhes)        | Jay Humphry                                           | David McGillivray                                     | Toller Cranston                                       |                                                       |                                                       |
| Edmonton 1970 (detalhes)       | David McGillivray                                     | Toller Cranston                                       | Ron Shaver                                            |                                                       |                                                       |
| Winnipeg 1971 (detalhes)       | Toller Cranston                                       | Paul Bonenfant                                        | Kenneth Polk                                          |                                                       |                                                       |
| London 1972 (detalhes)         | Toller Cranston                                       | Paul Bonenfant                                        | Kenneth Polk                                          |                                                       |                                                       |
| Vancouver 1973 (detalhes)      | Toller Cranston                                       | Ron Shaver                                            | Robert Rubens                                         |                                                       |                                                       |
| Moncton 1974 (detalhes)        | Toller Cranston                                       | Ron Shaver                                            | Robert Rubens                                         |                                                       |                                                       |
| Quebec City 1975 (detalhes)    | Toller Cranston                                       | Robert Rubens                                         | Stan Bohonek                                          |                                                       |                                                       |
| London 1976 (detalhes)         | Toller Cranston                                       | Ron Shaver                                            | Stan Bohonek                                          |                                                       |                                                       |
| Calgary 1977 (detalhes)        | Ron Shaver                                            | Brian Pockar                                          | Vern Taylor                                           |                                                       |                                                       |
| Victoria 1978 (detalhes)       | Brian Pockar                                          | Vern Taylor                                           | Jim Szabo                                             |                                                       |                                                       |
| Thunder Bay 1979 (detalhes)    | Brian Pockar                                          | Vern Taylor                                           | Gordon Forbes                                         |                                                       |                                                       |
| Kitchener 1980 (detalhes)      | Brian Pockar                                          | Gordon Forbes                                         | Gary Beacom                                           |                                                       |                                                       |
| Halifax 1981 (detalhes)        | Brian Orser                                           | Brian Pockar                                          | Gordon Forbes                                         |                                                       |                                                       |
| Brandon 1982 (detalhes)        | Brian Orser                                           | Brian Pockar                                          | Dennis Coi                                            |                                                       |                                                       |
| Montreal 1983 (detalhes)       | Brian Orser                                           | Gary Beacom                                           | Gordon Forbes                                         |                                                       |                                                       |
| Regina 1984 (detalhes)         | Brian Orser                                           | Gary Beacom                                           | Gordon Forbes                                         |                                                       |                                                       |
| Moncton 1985 (detalhes)        | Brian Orser                                           | Neil Paterson                                         | Gordon Forbes                                         |                                                       |                                                       |
| North Bay 1986 (detalhes)      | Brian Orser                                           | Neil Paterson                                         | Jaimee Eggleton                                       |                                                       |                                                       |
| Ottawa 1987 (detalhes)         | Brian Orser                                           | Kurt Browning                                         | Michael Slipchuk                                      |                                                       |                                                       |
| Victoria 1988 (detalhes)       | Brian Orser                                           | Kurt Browning                                         | Neil Paterson                                         |                                                       |                                                       |
| Chicoutimi 1989 (detalhes)     | Kurt Browning                                         | Michael Slipchuk                                      | Matthew Hall                                          |                                                       |                                                       |
| Sudbury 1990 (detalhes)        | Kurt Browning                                         | Elvis Stojko                                          | Michael Slipchuk                                      |                                                       |                                                       |
| Saskatoon 1991 (detalhes)      | Kurt Browning                                         | Elvis Stojko                                          | Michael Slipchuk                                      |                                                       |                                                       |
| Moncton 1992 (detalhes)        | Michael Slipchuk                                      | Elvis Stojko                                          | Sébastien Britten                                     |                                                       |                                                       |
| Hamilton 1993 (detalhes)       | Kurt Browning                                         | Elvis Stojko                                          | Marcus Christensen                                    |                                                       |                                                       |
| Edmonton 1994 (detalhes)       | Elvis Stojko                                          | Kurt Browning                                         | Sébastien Britten                                     |                                                       |                                                       |
| Halifax 1995 (detalhes)        | Sébastien Britten                                     | Marcus Christensen                                    | Ravi Walia                                            |                                                       |                                                       |
| Ottawa 1996 (detalhes)         | Elvis Stojko                                          | Sébastien Britten                                     | Marcus Christensen                                    |                                                       |                                                       |
| Vancouver 1997 (detalhes)      | Elvis Stojko                                          | Jeff Langdon                                          | Sébastien Britten                                     |                                                       |                                                       |
| Hamilton 1998 (detalhes)       | Elvis Stojko                                          | Emanuel Sandhu                                        | Jeff Langdon                                          |                                                       |                                                       |
| Ottawa 1999 (detalhes)         | Elvis Stojko                                          | Emanuel Sandhu                                        | Jean-Francois Hebert                                  |                                                       |                                                       |
| Calgary 2000 (detalhes)        | Elvis Stojko                                          | Emanuel Sandhu                                        | Ben Ferreira                                          |                                                       |                                                       |
| Winnipeg 2001 (detalhes)       | Emanuel Sandhu                                        | Jayson Dénommée                                       | Ben Ferreira                                          |                                                       |                                                       |
| Hamilton 2002 (detalhes)       | Elvis Stojko                                          | Emanuel Sandhu                                        | Jeffrey Buttle                                        |                                                       |                                                       |
| Saskatoon 2003 (detalhes)      | Emanuel Sandhu                                        | Jeffrey Buttle                                        | Fedor Andreev                                         |                                                       |                                                       |
| Edmonton 2004 (detalhes)       | Emanuel Sandhu                                        | Ben Ferreira                                          | Jeffrey Buttle                                        |                                                       |                                                       |
| London 2005 (detalhes)         | Jeffrey Buttle                                        | Emanuel Sandhu                                        | Shawn Sawyer                                          |                                                       |                                                       |
| Ottawa 2006 (detalhes)         | Jeffrey Buttle                                        | Emanuel Sandhu                                        | Shawn Sawyer                                          |                                                       |                                                       |
| Halifax 2007 (detalhes)        | Jeffrey Buttle                                        | Christopher Mabee                                     | Emanuel Sandhu                                        |                                                       |                                                       |
| Vancouver 2008 (detalhes)      | Patrick Chan                                          | Jeffrey Buttle                                        | Shawn Sawyer                                          |                                                       |                                                       |
| Saskatoon 2009 (detalhes)      | Patrick Chan                                          | Vaughn Chipeur                                        | Jeremy Ten                                            |                                                       |                                                       |
| London 2010 (detalhes)         | Patrick Chan                                          | Vaughn Chipeur                                        | Kevin Reynolds                                        |                                                       |                                                       |
| Victoria 2011 (detalhes)       | Patrick Chan                                          | Shawn Sawyer                                          | Joey Russell                                          |                                                       |                                                       |
| Moncton 2012 (detalhes)        | Patrick Chan                                          | Kevin Reynolds                                        | Jeremy Ten                                            |                                                       |                                                       |
| Mississauga 2013 (detalhes)    | Patrick Chan                                          | Kevin Reynolds                                        | Andrei Rogozine                                       |                                                       |                                                       |
| Ottawa 2014 (detalhes)         | Patrick Chan                                          | Kevin Reynolds                                        | Liam Firus                                            |                                                       |                                                       |
| Kingston 2015 (detalhes)       | Nam Nguyen                                            | Jeremy Ten                                            | Liam Firus                                            |                                                       |                                                       |
| Halifax 2016 (detalhes)        | Patrick Chan                                          | Liam Firus                                            | Kevin Reynolds                                        |                                                       |                                                       |
| Ottawa 2017 (detalhes)         | Patrick Chan                                          | Kevin Reynolds                                        | Nam Nguyen                                            |                                                       |                                                       |
| Vancouver 2018 (detalhes)      | Patrick Chan                                          | Keegan Messing                                        | Nam Nguyen                                            |                                                       |                                                       |

### Individual feminino
| Evento                         | Ouro                                                  | Prata                                                 | Bronze                                                |                                                       |                                                       |
| 1905 (detalhes)                | Anne Ewan                                             |                                                       |                                                       |                                                       |                                                       |
| 1906 (detalhes)                | Aimee Haycock                                         |                                                       |                                                       |                                                       |                                                       |
| 1907                           | Não houve competição                                  | Não houve competição                                  | Não houve competição                                  | Não houve competição                                  | Não houve competição                                  |
| 1908 (detalhes)                | Aimee Haycock                                         |                                                       |                                                       |                                                       |                                                       |
| 1909                           | Não houve competição                                  | Não houve competição                                  | Não houve competição                                  | Não houve competição                                  | Não houve competição                                  |
| 1910 (detalhes)                | Iris Mudge                                            |                                                       |                                                       |                                                       |                                                       |
| 1911 (detalhes)                | Lady Evelyn Grey                                      |                                                       |                                                       |                                                       |                                                       |
| 1912 (detalhes)                | Eleanor Kingsford                                     |                                                       |                                                       |                                                       |                                                       |
| 1913 (detalhes)                | Eleanor Kingsford                                     | Jeanne Chevalier                                      |                                                       |                                                       |                                                       |
| 1914 (detalhes)                | Muriel Maunsell                                       | Jeanne Chevalier                                      |                                                       |                                                       |                                                       |
| 1915–1919                      | Não houve competição devido a Primeira Guerra Mundial | Não houve competição devido a Primeira Guerra Mundial | Não houve competição devido a Primeira Guerra Mundial | Não houve competição devido a Primeira Guerra Mundial | Não houve competição devido a Primeira Guerra Mundial |
| 1920 (detalhes)                | Jeanne Chevalier                                      | Dorothy Jenkins                                       | Alden Godwin                                          |                                                       |                                                       |
| 1921 (detalhes)                | Jeanne Chevalier                                      | Dorothy Jenkins                                       | Alden Godwin                                          |                                                       |                                                       |
| Ottawa 1922 (detalhes)         | Dorothy Jenkins                                       | Alden Godwin                                          | Mrs. John Law                                         |                                                       |                                                       |
| 1923 (detalhes)                | Dorothy Jenkins                                       | Cecil Smith                                           | Constance Wilson                                      |                                                       |                                                       |
| 1924 (detalhes)                | Constance Wilson                                      | Margot Barclay                                        | Marjorie Annable                                      |                                                       |                                                       |
| 1925 (detalhes)                | Cecil Smith                                           | Constance Wilson                                      |                                                       |                                                       |                                                       |
| 1926 (detalhes)                | Cecil Smith                                           | Constance Wilson                                      | Mrs. G. C. Secord                                     |                                                       |                                                       |
| 1927 (detalhes)                | Constance Wilson                                      | Cecil Smith                                           | Evelyn Darling                                        |                                                       |                                                       |
| 1928 (detalhes)                | Margot Barclay                                        | Marion McDougall                                      | Dorothy Benson                                        |                                                       |                                                       |
| 1929 (detalhes)                | Constance Wilson                                      | Cecil Smith                                           | Dorothy Benson                                        |                                                       |                                                       |
| 1930 (detalhes)                | Constance Wilson-Samuel                               | Elizabeth Fisher                                      | Dorothy Benson                                        |                                                       |                                                       |
| 1931 (detalhes)                | Constance Wilson-Samuel                               | Cecil Smith                                           | Elizabeth Fisher                                      |                                                       |                                                       |
| 1932 (detalhes)                | Constance Wilson-Samuel                               | Veronica Clarke                                       | Elizabeth Fisher                                      |                                                       |                                                       |
| 1933 (detalhes)                | Constance Wilson-Samuel                               | Cecil Smith                                           | Veronica Clarke                                       |                                                       |                                                       |
| 1934 (detalhes)                | Constance Wilson-Samuel                               | Veronica Clarke                                       | Kathleen Lopdell                                      |                                                       |                                                       |
| 1935 (detalhes)                | Constance Wilson-Samuel                               | Veronica Clarke                                       | Frances Claudet                                       |                                                       |                                                       |
| 1936 (detalhes)                | Eleanor O'Meara                                       | Veronica Clarke                                       | Margaret Leslie                                       |                                                       |                                                       |
| 1937 (detalhes)                | Dorothy Caley                                         | Eleanor O'Meara                                       | Veronica Clarke                                       |                                                       |                                                       |
| 1938 (detalhes)                | Eleanor O'Meara                                       | Dorothy Caley                                         | Eleanor Wilson                                        |                                                       |                                                       |
| 1939 (detalhes)                | Mary Rose Thacker                                     | Norah McCarthy                                        | Eleanor O'Meara                                       |                                                       |                                                       |
| Ottawa 1940 (detalhes)         | Norah McCarthy                                        | Mary Rose Thacker                                     | Eleanor O'Meara                                       |                                                       |                                                       |
| Montreal 1941 (detalhes)       | Mary Rose Thacker                                     | Barbara Ann Scott                                     | Norah McCarthy                                        |                                                       |                                                       |
| Winnipeg 1942 (detalhes)       | Mary Rose Thacker                                     | Barbara Ann Scott                                     | Elizabeth McKellar                                    |                                                       |                                                       |
| 1943                           | Não houve competição devido a Segunda Guerra Mundial  | Não houve competição devido a Segunda Guerra Mundial  | Não houve competição devido a Segunda Guerra Mundial  | Não houve competição devido a Segunda Guerra Mundial  | Não houve competição devido a Segunda Guerra Mundial  |
| Toronto 1944 (detalhes)        | Barbara Ann Scott                                     | Marilyn Ruth Take                                     | Nadine Phillips                                       |                                                       |                                                       |
| Toronto 1945 (detalhes)        | Barbara Ann Scott                                     | Marilyn Ruth Take                                     | Gloria Lillico                                        |                                                       |                                                       |
| Toronto 1946 (detalhes)        | Barbara Ann Scott                                     | Marilyn Ruth Take                                     | Nadine Phillips                                       |                                                       |                                                       |
| Toronto 1947 (detalhes)        | Marilyn Ruth Take                                     | Nadine Phillips                                       | Suzanne Morrow                                        |                                                       |                                                       |
| Calgary 1948 (detalhes)        | Barbara Ann Scott                                     | Jeanne Matthews                                       | Marlene Smith                                         |                                                       |                                                       |
| Ottawa 1949 (detalhes)         | Suzanne Morrow                                        | Patsy Earl                                            | Jeanne Matthews                                       |                                                       |                                                       |
| St. Catharines 1950 (detalhes) | Suzanne Morrow                                        | Marlene Smith                                         | Vevi Smith                                            |                                                       |                                                       |
| Vancouver 1951 (detalhes)      | Suzanne Morrow                                        | Vevi Smith                                            | Jane Kirby                                            |                                                       |                                                       |
| Oshawa 1952 (detalhes)         | Marlene Smith                                         | Vevi Smith                                            | Elizabeth Gratton                                     |                                                       |                                                       |
| Ottawa 1953 (detalhes)         | Barbara Gratton                                       | Dawn Steckley                                         | Yarmila Pachl                                         |                                                       |                                                       |
| Calgary 1954 (detalhes)        | Barbara Gratton                                       | Sonja Currie                                          | Vevi Smith                                            |                                                       |                                                       |
| Toronto 1955 (detalhes)        | Carole Jane Pachl                                     | Ann Johnston                                          | Joan Shippam                                          |                                                       |                                                       |
| Galt 1956 (detalhes)           | Carole Jane Pachl                                     | Ann Johnston                                          | Sonja Currie                                          |                                                       |                                                       |
| Winnipeg 1957 (detalhes)       | Carole Jane Pachl                                     | Karen Dixon                                           | Margaret Crosland                                     |                                                       |                                                       |
| Ottawa 1958 (detalhes)         | Margaret Crosland                                     | Doreen Lister                                         | Sonia Snelling                                        |                                                       |                                                       |
| Noranda 1959 (detalhes)        | Margaret Crosland                                     | Sonia Snelling                                        | Sandra Tewkesbury                                     |                                                       |                                                       |
| Regina 1960 (detalhes)         | Wendy Griner                                          | Shirra Kenworthy                                      | Sonia Snelling                                        |                                                       |                                                       |
| Lachine 1961 (detalhes)        | Wendy Griner                                          | Shirra Kenworthy                                      | Sonia Snelling                                        |                                                       |                                                       |
| Toronto 1962 (detalhes)        | Wendy Griner                                          | Petra Burka                                           | Shirra Kenworthy                                      |                                                       |                                                       |
| Edmonton 1963 (detalhes)       | Wendy Griner                                          | Petra Burka                                           | Shirra Kenworthy                                      |                                                       |                                                       |
| North Bay 1964 (detalhes)      | Petra Burka                                           | Wendy Griner                                          | Shirra Kenworthy                                      |                                                       |                                                       |
| Calgary 1965 (detalhes)        | Petra Burka                                           | Valerie Jones                                         | Gloria Tatton                                         |                                                       |                                                       |
| Peterborough 1966 (detalhes)   | Petra Burka                                           | Valerie Jones                                         | Roberta Laurent                                       |                                                       |                                                       |
| Toronto 1967 (detalhes)        | Valerie Jones                                         | Karen Magnussen                                       | Roberta Laurent                                       |                                                       |                                                       |
| Vancouver 1968 (detalhes)      | Karen Magnussen                                       | Linda Carbonetto                                      | Lyndsai Cowan                                         |                                                       |                                                       |
| Toronto 1969 (detalhes)        | Linda Carbonetto                                      | Karen Magnussen                                       | Cathy Lee Irwin                                       |                                                       |                                                       |
| Edmonton 1970 (detalhes)       | Karen Magnussen                                       | Cathy Lee Irwin                                       | Karen Grobba                                          |                                                       |                                                       |
| Winnipeg 1971 (detalhes)       | Karen Magnussen                                       | Ruth Hutchinson                                       | Diane Hall                                            |                                                       |                                                       |
| London 1972 (detalhes)         | Karen Magnussen                                       | Ruth Hutchinson                                       | Cathy Lee Irwin                                       |                                                       |                                                       |
| Vancouver 1973 (detalhes)      | Karen Magnussen                                       | Cathy Lee Irwin                                       | Lynn Nightingale                                      |                                                       |                                                       |
| Moncton 1974 (detalhes)        | Lynn Nightingale                                      | Barbara Terpenning                                    | Daria Prychun                                         |                                                       |                                                       |
| Quebec City 1975 (detalhes)    | Lynn Nightingale                                      | Kim Alletson                                          | Barbara Terpenning                                    |                                                       |                                                       |
| London 1976 (detalhes)         | Lynn Nightingale                                      | Kim Alletson                                          | Susan MacDonald                                       |                                                       |                                                       |
| Calgary 1977 (detalhes)        | Lynn Nightingale                                      | Heather Kemkaran                                      | Kim Alletson                                          |                                                       |                                                       |
| Victoria 1978 (detalhes)       | Heather Kemkaran                                      | Cathie MacFarlane                                     | Peggy McLean                                          |                                                       |                                                       |
| Thunder Bay 1979 (detalhes)    | Janet Morrissey                                       | Heather Kemkaran                                      | Deborah Albright                                      |                                                       |                                                       |
| Kitchener 1980 (detalhes)      | Heather Kemkaran                                      | Janet Morrissey                                       | Tracey Wainman                                        |                                                       |                                                       |
| Halifax 1981 (detalhes)        | Tracey Wainman                                        | Kay Thomson                                           | Elizabeth Manley                                      |                                                       |                                                       |
| Brandon 1982 (detalhes)        | Kay Thomson                                           | Elizabeth Manley                                      | Tracey Wainman                                        |                                                       |                                                       |
| Montreal 1983 (detalhes)       | Kay Thomson                                           | Charlene Wong                                         | Cynthia Coull                                         |                                                       |                                                       |
| Regina 1984 (detalhes)         | Kay Thomson                                           | Elizabeth Manley                                      | Cynthia Coull                                         |                                                       |                                                       |
| Moncton 1985 (detalhes)        | Elizabeth Manley                                      | Cynthia Coull                                         | Charlene Wong                                         |                                                       |                                                       |
| North Bay 1986 (detalhes)      | Tracey Wainman                                        | Elizabeth Manley                                      | Patricia Schmidt                                      |                                                       |                                                       |
| Ottawa 1987 (detalhes)         | Elizabeth Manley                                      | Patricia Schmidt                                      | Linda Florkevich                                      |                                                       |                                                       |
| Victoria 1988 (detalhes)       | Elizabeth Manley                                      | Charlene Wong                                         | Shannon Allison                                       |                                                       |                                                       |
| Chicoutimi 1989 (detalhes)     | Karen Preston                                         | Charlene Wong                                         | Lisa Sargeant                                         |                                                       |                                                       |
| Sudbury 1990 (detalhes)        | Lisa Sargeant                                         | Charlene Wong                                         | Josée Chouinard                                       |                                                       |                                                       |
| Saskatoon 1991 (detalhes)      | Josée Chouinard                                       | Lisa Sargeant                                         | Tanya Bingert                                         |                                                       |                                                       |
| Moncton 1992 (detalhes)        | Karen Preston                                         | Josée Chouinard                                       | Tanya Bingert                                         |                                                       |                                                       |
| Hamilton 1993 (detalhes)       | Josée Chouinard                                       | Karen Preston                                         | Susan Humphreys                                       |                                                       |                                                       |
| Edmonton 1994 (detalhes)       | Josée Chouinard                                       | Susan Humphreys                                       | Karen Preston                                         |                                                       |                                                       |
| Halifax 1995 (detalhes)        | Netty Kim                                             | Jennifer Robinson                                     | Susan Humphreys                                       |                                                       |                                                       |
| Ottawa 1996 (detalhes)         | Jennifer Robinson                                     | Josée Chouinard                                       | Susan Humphreys                                       |                                                       |                                                       |
| Vancouver 1997 (detalhes)      | Susan Humphreys                                       | Angela Derochie                                       | Jennifer Robinson                                     |                                                       |                                                       |
| Hamilton 1998 (detalhes)       | Angela Derochie                                       | Keyla Ohs                                             | Jennifer Robinson                                     |                                                       |                                                       |
| Ottawa 1999 (detalhes)         | Jennifer Robinson                                     | Annie Bellemare                                       | Angela Derochie                                       |                                                       |                                                       |
| Calgary 2000 (detalhes)        | Jennifer Robinson                                     | Michelle Currie                                       | Annie Bellemare                                       |                                                       |                                                       |
| Winnipeg 2001 (detalhes)       | Jennifer Robinson                                     | Nicole Watt                                           | Annie Bellemare                                       |                                                       |                                                       |
| Hamilton 2002 (detalhes)       | Jennifer Robinson                                     | Annie Bellemare                                       | Joannie Rochette                                      |                                                       |                                                       |
| Saskatoon 2003 (detalhes)      | Jennifer Robinson                                     | Joannie Rochette                                      | Annie Bellemare                                       |                                                       |                                                       |
| Edmonton 2004 (detalhes)       | Cynthia Phaneuf                                       | Joannie Rochette                                      | Jennifer Robinson                                     |                                                       |                                                       |
| London 2005 (detalhes)         | Joannie Rochette                                      | Cynthia Phaneuf                                       | Mira Leung                                            |                                                       |                                                       |
| Ottawa 2006 (detalhes)         | Joannie Rochette                                      | Mira Leung                                            | Lesley Hawker                                         |                                                       |                                                       |
| Halifax 2007 (detalhes)        | Joannie Rochette                                      | Mira Leung                                            | Lesley Hawker                                         |                                                       |                                                       |
| Vancouver 2008 (detalhes)      | Joannie Rochette                                      | Mira Leung                                            | Cynthia Phaneuf                                       |                                                       |                                                       |
| Saskatoon 2009 (detalhes)      | Joannie Rochette                                      | Cynthia Phaneuf                                       | Amélie Lacoste                                        |                                                       |                                                       |
| London 2010 (detalhes)         | Joannie Rochette                                      | Cynthia Phaneuf                                       | Myriane Samson                                        |                                                       |                                                       |
| Victoria 2011 (detalhes)       | Cynthia Phaneuf                                       | Myriane Samson                                        | Amélie Lacoste                                        |                                                       |                                                       |
| Moncton 2012 (detalhes)        | Amélie Lacoste                                        | Cynthia Phaneuf                                       | Kaetlyn Osmond                                        |                                                       |                                                       |
| Mississauga 2013 (detalhes)    | Kaetlyn Osmond                                        | Gabrielle Daleman                                     | Alaine Chartrand                                      |                                                       |                                                       |
| Ottawa 2014 (detalhes)         | Kaetlyn Osmond                                        | Gabrielle Daleman                                     | Amélie Lacoste                                        |                                                       |                                                       |
| Kingston 2015 (detalhes)       | Gabrielle Daleman                                     | Alaine Chartrand                                      | Veronik Mallet                                        |                                                       |                                                       |
| Halifax 2016 (detalhes)        | Alaine Chartrand                                      | Gabrielle Daleman                                     | Kaetlyn Osmond                                        |                                                       |                                                       |
| Ottawa 2017 (detalhes)         | Kaetlyn Osmond                                        | Gabrielle Daleman                                     | Alaine Chartrand                                      |                                                       |                                                       |
| Vancouver 2018 (detalhes)      | Gabrielle Daleman                                     | Kaetlyn Osmond                                        | Larkyn Austman                                        |                                                       |                                                       |

### Duplas
| Evento                         | Ouro                                                  | Prata                                                 | Bronze                                                |                                                       |                                                       |
| 1905 (detalhes)                | Katherine Haycock Ormond Haycock                      |                                                       |                                                       |                                                       |                                                       |
| 1906 (detalhes)                | Katherine Haycock Ormond Haycock                      |                                                       |                                                       |                                                       |                                                       |
| 1907                           | Não houve competição                                  | Não houve competição                                  | Não houve competição                                  | Não houve competição                                  | Não houve competição                                  |
| 1908 (detalhes)                | Aimee Haycock Ormond Haycock                          |                                                       |                                                       |                                                       |                                                       |
| 1909                           | Não houve competição                                  | Não houve competição                                  | Não houve competição                                  | Não houve competição                                  | Não houve competição                                  |
| 1910 (detalhes)                | Lady Evelyn Grey Ormond Haycock                       |                                                       |                                                       |                                                       |                                                       |
| 1911 (detalhes)                | Lady Evelyn Grey Ormond Haycock                       | Eleanor Kingsford Philip Chrysler                     |                                                       |                                                       |                                                       |
| 1912 (detalhes)                | Eleanor Kingsford Douglas Nelles                      |                                                       |                                                       |                                                       |                                                       |
| 1913 (detalhes)                | Muriel Burrows Gordon McLennan                        | Jeanne Chevalier Norman Scott                         |                                                       |                                                       |                                                       |
| 1914 (detalhes)                | Jeanne Chevalier Norman Scott                         | Muriel Burrows Gordon McLennan                        |                                                       |                                                       |                                                       |
| 1915–1919                      | Não houve competição devido a Primeira Guerra Mundial | Não houve competição devido a Primeira Guerra Mundial | Não houve competição devido a Primeira Guerra Mundial | Não houve competição devido a Primeira Guerra Mundial | Não houve competição devido a Primeira Guerra Mundial |
| 1920 (detalhes)                | Alden Godwin Douglas Nelles                           | Beatrice McDougall Allan Howard                       |                                                       |                                                       |                                                       |
| 1921 (detalhes)                | Beatrice McDougall Allan Howard                       | Dorothy Jenkins C. J. Allan                           |                                                       |                                                       |                                                       |
| Ottawa 1922 (detalhes)         | Alden Godwin A. G. McLennan                           | Jeanette Rathbun Melville Rogers                      | D. F. Secord Douglas Nelles                           |                                                       |                                                       |
| 1923 (detalhes)                | Marjorie Anable Duncan Hodgson                        | Dorothy Jenkins A. G. McLennan                        | Cecil Smith Melville Rogers                           |                                                       |                                                       |
| 1924 (detalhes)                | Elizabeth Blair John Machado                          | Margot Barclay Norman Gregory                         | Evelyn Darling Hugh Tarbox                            |                                                       |                                                       |
| 1925 (detalhes)                | Gladys Rogers Melville Rogers                         | Elizabeth Machado John Machado                        |                                                       |                                                       |                                                       |
| 1926 (detalhes)                | Constance Wilson Errol Morson                         | Marion McDougall Chauncey Bangs                       | Isabel Blythe Melville Rogers                         |                                                       |                                                       |
| 1927 (detalhes)                | Marion McDougall Chauncey Bangs                       | Constance Wilson Montgomery Wilson                    | Elizabeth Machado John Machado                        |                                                       |                                                       |
| 1928 (detalhes)                | Marion McDougall Chauncey Bangs                       | Gladys Rogers Melville Rogers                         | Veronica Clarke Stewart Reburn                        |                                                       |                                                       |
| 1929 (detalhes)                | Constance Wilson Montgomery Wilson                    | Maude Smith Jack Eastwood                             | Gladys Rogers Melville Rogers                         |                                                       |                                                       |
| 1930 (detalhes)                | Constance Wilson Samuel Montgomery Wilson             | Margaret Winks Lewis Elkin                            |                                                       |                                                       |                                                       |
| 1931 (detalhes)                | Frances Claudet Chauncey Bangs                        | Constance Wilson Samuel Montgomery Wilson             | Cecil Smith Stewart Reburn                            |                                                       |                                                       |
| 1932 (detalhes)                | Constance Wilson Samuel Montgomery Wilson             | Frances Claudet Chauncey Bangs                        | Maude Smith Jack Eastwood                             |                                                       |                                                       |
| 1933 (detalhes)                | Constance Wilson Samuel Montgomery Wilson             | Maude Smith Jack Eastwood                             | Kathleen Lopdell Donald Cruikshank                    |                                                       |                                                       |
| 1934 (detalhes)                | Constance Wilson Samuel Montgomery Wilson             | Louise Bertram Stewart Reburn                         | Maude Smith Jack Eastwood                             |                                                       |                                                       |
| 1935 (detalhes)                | Louise Bertram Stewart Reburn                         | Audrey Garland Fraser Sweatman                        | Constance Wilson Samuel Montgomery Wilson             |                                                       |                                                       |
| 1936 (detalhes)                | Veronica Clarke Ralph McCreath                        | Aidrie Cruikshank Donald Cruikshank                   | Mary Jane Halsted Osborne Colson                      |                                                       |                                                       |
| 1937 (detalhes)                | Veronica Clarke Ralph McCreath                        | Aidrie Cruikshank Donald Cruikshank                   | Mary Jane Halsted Jack Eastwood                       |                                                       |                                                       |
| 1938 (detalhes)                | Veronica Clarke Ralph McCreath                        | Patricia Chown Philip Lee                             | G. M. Black Jack Kilgour                              |                                                       |                                                       |
| 1939 (detalhes)                | Norah McCarthy Ralph McCreath                         | Aidrie Cruikshank Donald Cruikshank                   | Kathleen Lopdell Peter Chance                         |                                                       |                                                       |
| Ottawa 1940 (detalhes)         | Norah McCarthy Ralph McCreath                         | Christine Newson Sandy McKechnie                      | Eleanor O'Meara Donald Gilchrist                      |                                                       |                                                       |
| Montreal 1941 (detalhes)       | Eleanor O'Meara Ralph McCreath                        | Norah McCarthy Sandy McKechnie                        |                                                       |                                                       |                                                       |
| Winnipeg 1942 (detalhes)       | Eleanor O'Meara Sandy McKechnie                       | Floraine Ducharme Wallace Diestelmeyer                |                                                       |                                                       |                                                       |
| 1943–1944                      | Não houve competição devido a Segunda Guerra Mundial  | Não houve competição devido a Segunda Guerra Mundial  | Não houve competição devido a Segunda Guerra Mundial  | Não houve competição devido a Segunda Guerra Mundial  | Não houve competição devido a Segunda Guerra Mundial  |
| Toronto 1945 (detalhes)        | Olga Bernyk Alex Fulton                               | Sheila Smith Ross Smith                               |                                                       |                                                       |                                                       |
| Toronto 1946 (detalhes)        | Joyce Perkins Wallace Diestelmeyer                    | Suzanne Morrow Norris Bowden                          |                                                       |                                                       |                                                       |
| Toronto 1947 (detalhes)        | Suzanne Morrow Wallace Diestelmeyer                   | Margaret Roberts Bruce Hyland                         |                                                       |                                                       |                                                       |
| Calgary 1948 (detalhes)        | Suzanne Morrow Wallace Diestelmeyer                   | Sheila Smith Ross Smith                               |                                                       |                                                       |                                                       |
| Ottawa 1949 (detalhes)         | Marlene Smith Donald Gilchrist                        | Pearle Simmers David Spalding                         | Joyce Perkins Bruce Hyland                            |                                                       |                                                       |
| St. Catharines 1950 (detalhes) | Marlene Smith Donald Gilchrist                        |                                                       |                                                       |                                                       |                                                       |
| Vancouver 1951 (detalhes)      | Jane Kirby Donald Tobin                               | Frances Dafoe Norris Bowden                           | Gayle Wakely David Spalding                           |                                                       |                                                       |
| Oshawa 1952 (detalhes)         | Frances Dafoe Norris Bowden                           | Audrey Downie Brian Power                             |                                                       |                                                       |                                                       |
| Ottawa 1953 (detalhes)         | Frances Dafoe Norris Bowden                           | Dawn Steckley David Lowery                            |                                                       |                                                       |                                                       |
| Calgary 1954 (detalhes)        | Frances Dafoe Norris Bowden                           | Audrey Downie Brian Power                             | Dawn Steckley David Lowery                            |                                                       |                                                       |
| Toronto 1955 (detalhes)        | Frances Dafoe Norris Bowden                           | Barbara Wagner Robert Paul                            | Audrey Downie Brian Power                             |                                                       |                                                       |
| Galt 1956 (detalhes)           | Barbara Wagner Robert Paul                            | Maria Jelinek Otto Jelinek                            | Dianne Neilson Edwin Cossitt                          |                                                       |                                                       |
| Winnipeg 1957 (detalhes)       | Barbara Wagner Robert Paul                            | Maria Jelinek Otto Jelinek                            | Barbara Bourne Thomas Monypenny                       |                                                       |                                                       |
| Ottawa 1958 (detalhes)         | Barbara Wagner Robert Paul                            | Maria Jelinek Otto Jelinek                            |                                                       |                                                       |                                                       |
| Noranda 1959 (detalhes)        | Barbara Wagner Robert Paul                            | Jane Sinclair Larry Rost                              | Lise Petit Ian Knight                                 |                                                       |                                                       |
| Regina 1960 (detalhes)         | Barbara Wagner Robert Paul                            | Maria Jelinek Otto Jelinek                            | Debbi Wilkes Guy Revell                               |                                                       |                                                       |
| Lachine 1961 (detalhes)        | Maria Jelinek Otto Jelinek                            | Gertrude Desjardins Maurice Lafrance                  | Debbi Wilkes Guy Revell                               |                                                       |                                                       |
| Toronto 1962 (detalhes)        | Maria Jelinek Otto Jelinek                            | Gertrude Desjardins Maurice Lafrance                  | Debbi Wilkes Guy Revell                               |                                                       |                                                       |
| Edmonton 1963 (detalhes)       | Debbi Wilkes Guy Revell                               | Gertrude Desjardins Maurice Lafrance                  | Linda Ann Ward Neil Carpenter                         |                                                       |                                                       |
| North Bay 1964 (detalhes)      | Debbi Wilkes Guy Revell                               | Linda Ann Ward Neil Carpenter                         | Faye Strutt Jim Watters                               |                                                       |                                                       |
| Calgary 1965 (detalhes)        | Susan Huehnergard Paul Huehnergard                    | Alexis Shields Chris Shields                          | Faye Strutt Jim Watters                               |                                                       |                                                       |
| Peterborough 1966 (detalhes)   | Susan Huehnergard Paul Huehnergard                    | Alexis Shields Chris Shields                          | Betty McKilligan John McKilligan                      |                                                       |                                                       |
| Toronto 1967 (detalhes)        | Betty McKilligan John McKilligan                      | Alexis Shields Chris Shields                          | Anna Forder Richard Stephens                          |                                                       |                                                       |
| Vancouver 1968 (detalhes)      | Betty McKilligan John McKilligan                      | Anna Forder Richard Stephens                          | Alexis Shields Chris Shields                          |                                                       |                                                       |
| Toronto 1969 (detalhes)        | Anna Forder Richard Stephens                          | Mary Petrie Robert McAvoy                             | Sandra Bezic Val Bezic                                |                                                       |                                                       |
| Edmonton 1970 (detalhes)       | Sandra Bezic Val Bezic                                | Mary Petrie Robert McAvoy                             |                                                       |                                                       |                                                       |
| Winnipeg 1971 (detalhes)       | Sandra Bezic Val Bezic                                | Mary Petrie John Hubbell                              | Marian Murray Glenn Moore                             |                                                       |                                                       |
| London 1972 (detalhes)         | Sandra Bezic Val Bezic                                | Mary Petrie John Hubbell                              | Marian Murray Glenn Moore                             |                                                       |                                                       |
| Vancouver 1973 (detalhes)      | Sandra Bezic Val Bezic                                | Marian Murray Glenn Moore                             | Linda Tasker Allen Carson                             |                                                       |                                                       |
| Moncton 1974 (detalhes)        | Sandra Bezic Val Bezic                                | Marian Murray Glenn Moore                             | Kathy Hutchinson Jamie McGrigor                       |                                                       |                                                       |
| Quebec City 1975 (detalhes)    | Candy Jones Don Fraser                                | Kathy Hutchinson Jamie McGrigor                       | Christine McBeth Dennis Johnston                      |                                                       |                                                       |
| London 1976 (detalhes)         | Candy Jones Don Fraser                                | Cheri Pinner Dennis Pinner                            | Karen Newton Glenn Laframboise                        |                                                       |                                                       |
| Calgary 1977 (detalhes)        | Cheri Pinner Dennis Pinner                            | Janet Hominuke Mark Hominuke                          |                                                       |                                                       |                                                       |
| Victoria 1978 (detalhes)       | Sherri Baier Robin Cowan                              | Lea-Ann Jackson Paul Mills                            | Susan Gowan Eric Thomsen                              |                                                       |                                                       |
| Thunder Bay 1979 (detalhes)    | Barbara Underhill Paul Martini                        | Susan Gowan Eric Thomsen                              | Lea-Ann Jackson Bernard Souche                        |                                                       |                                                       |
| Kitchener 1980 (detalhes)      | Barbara Underhill Paul Martini                        | Lorrie Baier Lloyd Eisler                             | Becky Gough Mark Rowsom                               |                                                       |                                                       |
| Halifax 1981 (detalhes)        | Barbara Underhill Paul Martini                        | Lorrie Baier Lloyd Eisler                             | Becky Gough Mark Rowsom                               |                                                       |                                                       |
| Brandon 1982 (detalhes)        | Barbara Underhill Paul Martini                        | Lorrie Baier Lloyd Eisler                             | Becky Gough Mark Rowsom                               |                                                       |                                                       |
| Montreal 1983 (detalhes)       | Barbara Underhill Paul Martini                        | Cynthia Coull Mark Rowsom                             | Katherina Matousek Lloyd Eisler                       |                                                       |                                                       |
| Regina 1984 (detalhes)         | Katherina Matousek Lloyd Eisler                       | Melinda Kunhegyi Lyndon Johnston                      | Cynthia Coull Mark Rowsom                             |                                                       |                                                       |
| Moncton 1985 (detalhes)        | Cynthia Coull Mark Rowsom                             | Melinda Kunhegyi Lyndon Johnston                      | Christine Hough Doug Ladret                           |                                                       |                                                       |
| North Bay 1986 (detalhes)      | Cynthia Coull Mark Rowsom                             | Denise Benning Lyndon Johnston                        | Karen Westby Lloyd Eisler                             |                                                       |                                                       |
| Ottawa 1987 (detalhes)         | Cynthia Coull Mark Rowsom                             | Denise Benning Lyndon Johnston                        | Christine Hough Doug Ladret                           |                                                       |                                                       |
| Victoria 1988 (detalhes)       | Christine Hough Doug Ladret                           | Isabelle Brasseur Lloyd Eisler                        | Denise Benning Lyndon Johnston                        |                                                       |                                                       |
| Chicoutimi 1989 (detalhes)     | Isabelle Brasseur Lloyd Eisler                        | Cindy Landry Lyndon Johnston                          | Christine Hough Doug Ladret                           |                                                       |                                                       |
| Sudbury 1990 (detalhes)        | Cindy Landry Lyndon Johnston                          | Christine Hough Doug Ladret                           | Isabelle Brasseur Lloyd Eisler                        |                                                       |                                                       |
| Saskatoon 1991 (detalhes)      | Isabelle Brasseur Lloyd Eisler                        | Christine Hough Doug Ladret                           | Stacey Ball Jean-Michel Bombardier                    |                                                       |                                                       |
| Moncton 1992 (detalhes)        | Isabelle Brasseur Lloyd Eisler                        | Christine Hough Doug Ladret                           | Sherry Ball Kris Wirtz                                |                                                       |                                                       |
| Hamilton 1993 (detalhes)       | Isabelle Brasseur Lloyd Eisler                        | Michelle Menzies Jean-Michel Bombardier               | Jodeyne Higgins Sean Rice                             |                                                       |                                                       |
| Edmonton 1994 (detalhes)       | Isabelle Brasseur Lloyd Eisler                        | Kristy Sargeant Kris Wirtz                            | Jamie Salé Jason Turner                               |                                                       |                                                       |
| Halifax 1995 (detalhes)        | Michelle Menzies Jean-Michel Bombardier               | Allison Gaylor David Pelletier                        | Jodeyne Higgins Sean Rice                             |                                                       |                                                       |
| Ottawa 1996 (detalhes)         | Michelle Menzies Jean-Michel Bombardier               | Kristy Sargeant Kris Wirtz                            | Marie-Claude Savard-Gagnon Luc Bradet                 |                                                       |                                                       |
| Vancouver 1997 (detalhes)      | Marie-Claude Savard-Gagnon Luc Bradet                 | Kristy Sargeant Kris Wirtz                            | Michelle Menzies Jean-Michel Bombardier               |                                                       |                                                       |
| Hamilton 1998 (detalhes)       | Kristy Sargeant Kris Wirtz                            | Marie-Claude Savard-Gagnon Luc Bradet                 | Valerie Saurette Jean-Sébastien Fecteau               |                                                       |                                                       |
| Ottawa 1999 (detalhes)         | Kristy Sargeant Kris Wirtz                            | Jamie Salé David Pelletier                            | Valerie Saurette Jean-Sébastien Fecteau               |                                                       |                                                       |
| Calgary 2000 (detalhes)        | Jamie Salé David Pelletier                            | Kristy Sargeant Kris Wirtz                            | Valerie Saurette Jean-Sébastien Fecteau               |                                                       |                                                       |
| Winnipeg 2001 (detalhes)       | Jamie Salé David Pelletier                            | Kristy Sargeant Kris Wirtz                            | Anabelle Langlois Patrice Archetto                    |                                                       |                                                       |
| Hamilton 2002 (detalhes)       | Jamie Salé David Pelletier                            | Jacinthe Larivière Lenny Faustino                     | Anabelle Langlois Patrice Archetto                    |                                                       |                                                       |
| Saskatoon 2003 (detalhes)      | Jacinthe Larivière Lenny Faustino                     | Anabelle Langlois Patrice Archetto                    | Elizabeth Putnam Sean Wirtz                           |                                                       |                                                       |
| Edmonton 2004 (detalhes)       | Valérie Marcoux Craig Buntin                          | Anabelle Langlois Patrice Archetto                    | Elizabeth Putnam Sean Wirtz                           |                                                       |                                                       |
| London 2005 (detalhes)         | Valérie Marcoux Craig Buntin                          | Utako Wakamatsu Jean-Sébastien Fecteau                | Anabelle Langlois Patrice Archetto                    |                                                       |                                                       |
| Ottawa 2006 (detalhes)         | Valérie Marcoux Craig Buntin                          | Jessica Dubé Bryce Davison                            | Utako Wakamatsu Jean-Sébastien Fecteau                |                                                       |                                                       |
| Halifax 2007 (detalhes)        | Jessica Dubé Bryce Davison                            | Valérie Marcoux Craig Buntin                          | Anabelle Langlois Cody Hay                            |                                                       |                                                       |
| Vancouver 2008 (detalhes)      | Anabelle Langlois Cody Hay                            | Jessica Dubé Bryce Davison                            | Meagan Duhamel Craig Buntin                           |                                                       |                                                       |
| Saskatoon 2009 (detalhes)      | Jessica Dubé Bryce Davison                            | Meagan Duhamel Craig Buntin                           | Mylène Brodeur John Mattatall                         |                                                       |                                                       |
| London 2010 (detalhes)         | Jessica Dubé Bryce Davison                            | Anabelle Langlois Cody Hay                            | Meagan Duhamel Craig Buntin                           |                                                       |                                                       |
| Victoria 2011 (detalhes)       | Kirsten Moore-Towers Dylan Moscovitch                 | Meagan Duhamel Eric Radford                           | Paige Lawrence Rudi Swiegers                          |                                                       |                                                       |
| Moncton 2012 (detalhes)        | Meagan Duhamel Eric Radford                           | Jessica Dubé Sébastien Wolfe                          | Paige Lawrence Rudi Swiegers                          |                                                       |                                                       |
| Mississauga 2013 (detalhes)    | Meagan Duhamel Eric Radford                           | Kirsten Moore-Towers Dylan Moscovitch                 | Paige Lawrence Rudi Swiegers                          |                                                       |                                                       |
| Ottawa 2014 (detalhes)         | Meagan Duhamel Eric Radford                           | Kirsten Moore-Towers Dylan Moscovitch                 | Paige Lawrence Rudi Swiegers                          |                                                       |                                                       |
| Kingston 2015 (detalhes)       | Meagan Duhamel Eric Radford                           | Lubov Iliushechkina Dylan Moscovitch                  | Julianne Seguin Charlie Bilodeau                      |                                                       |                                                       |
| Halifax 2016 (detalhes)        | Meagan Duhamel Eric Radford                           | Julianne Seguin Charlie Bilodeau                      | Lubov Iliushechkina Dylan Moscovitch                  |                                                       |                                                       |
| Ottawa 2017 (detalhes)         | Meagan Duhamel Eric Radford                           | Lubov Iliushechkina Dylan Moscovitch                  | Kirsten Moore-Towers Michael Marinaro                 |                                                       |                                                       |
| Vancouver 2018 (detalhes)      | Meagan Duhamel Eric Radford                           | Julianne Seguin Charlie Bilodeau                      | Kirsten Moore-Towers Michael Marinaro                 |                                                       |                                                       |

### Dança no gelo
| Evento                         | Ouro                                                                                                | Prata                                                                                               | Bronze                                                                                              | | |
| 1910 (detalhes)                | Lady Evelyn Grey Dudley Oliver                                                                      | Oswold Haycock A. Richardson                                                                        | | | |
| 1911–1934                      | Não houve disputa de dança no gelo; 1915–1919 não houve competição devido a Primeira Guerra Mundial | Não houve disputa de dança no gelo; 1915–1919 não houve competição devido a Primeira Guerra Mundial | Não houve disputa de dança no gelo; 1915–1919 não houve competição devido a Primeira Guerra Mundial | Não houve disputa de dança no gelo; 1915–1919 não houve competição devido a Primeira Guerra Mundial | Não houve disputa de dança no gelo; 1915–1919 não houve competição devido a Primeira Guerra Mundial |
| 1935 (detalhes)                | Naomi Slater George Bleakney                                                                        | | | | |
| 1936 (detalhes)                | Aidrie Cruikshank Donald Crukshank                                                                  | | | | |
| 1937 (detalhes)                | Aidrie Cruikshank Donald Crukshank                                                                  | Veronica Clarke Ralph McCreath                                                                      | Margaret Symington Charles Askwith                                                                  | | |
| 1938 (detalhes)                | Janet Sweatman Fraser Sweatman                                                                      | Aidrie Cruikshank Donald Cruikshank                                                                 | Constance W. Samuel Montgomery Wilson                                                               | | |
| 1939 (detalhes)                | Aidrie Cruikshank Donald Cruikshank                                                                 | Constance W. Samuel Montgomery Wilson                                                               | | | |
| Ottawa 1940 (detalhes)         | Aidrie Cruikshank Donald Cruikshank                                                                 | Mrs. Elmore Davis Melville Rogers                                                                   | | | |
| Montreal 1941 (detalhes)       | Helen Malcolm Joe Geisler                                                                           | | | | |
| Winnipeg 1942 (detalhes)       | Eleanor O'Meara Sandy McKechnie                                                                     | Evelyn Rogers George McCullough                                                                     | | | |
| 1943–1944                      | Não houve competição devido a Segunda Guerra Mundial                                                | Não houve competição devido a Segunda Guerra Mundial                                                | Não houve competição devido a Segunda Guerra Mundial                                                | Não houve competição devido a Segunda Guerra Mundial                                                | Não houve competição devido a Segunda Guerra Mundial                                                |
| Toronto 1945 (detalhes)        | Gloria Lillico W. A. de Nance, Jr.                                                                  | Suzanne Morrow Norris Bowden                                                                        | Virginia Wilson Will White, Jr.                                                                     | | |
| Toronto 1946 (detalhes)        | Gloria Lillico W. A. de Nance                                                                       | Joyce Perkins Wallace Distelmeyer                                                                   | Jacqueline Byers Gordon Paul                                                                        | | |
| Toronto 1947 (detalhes)        | Margaret Roberts Bruce Hyland                                                                       | Joyce Perkins William de Nance, Jr.                                                                 | Marnie Brereton Richard McLaughlin                                                                  | | |
| Calgary 1948 (detalhes)        | Suzanne Morrow Wallace Diestelmeyer                                                                 | Joy Forsyth Donald Taylor                                                                           | | | |
| Ottawa 1949 (detalhes)         | Joyce Perkins Bruce Hyland                                                                          | Pierrette Paquin Donald Tobin                                                                       | Joy Forsyth Ronald Vincent                                                                          | | |
| St. Catharines 1950 (detalhes) | Pierrette Paquin Donald Tobin                                                                       | Joy Forsyth William de Nance                                                                        | Frances Dafoe Norris Bowden                                                                         | | |
| Vancouver 1951 (detalhes)      | Pierrette Paquin Donald Tobin                                                                       | Mary Diane Trimble David Ross                                                                       | Frances Dafoe Norris Bowden                                                                         | | |
| Oshawa 1952 (detalhes)         | Frances Dafoe Norris Bowden                                                                         | Joyce Kornacher William de Nance, Jr.                                                               | Pierrette Paquin Malcolm Wickson                                                                    | | |
| Ottawa 1953 (detalhes)         | Frances Abbott David Ross                                                                           | Patty Lou Montgomery George Montgomery                                                              | Marion Wattie Harry Ball                                                                            | | |
| Calgary 1954 (detalhes)        | Doreen Leech Norman Walker                                                                          | Geraldine Fenton William McLachlan                                                                  | Claudette Lacaille Jeffrey Johnston                                                                 | | |
| Toronto 1955 (detalhes)        | Lindis Johnston Jeffrey Johnston                                                                    | Geraldine Fenton Gordon Crossland                                                                   | Beverley de Nance William de Nance                                                                  | | |
| Galt 1956 (detalhes)           | Lindis Johnston Jeffrey Johnston                                                                    | Geraldine Fenton William McLachlan                                                                  | Beverley de Nance William de Nance                                                                  | | |
| Winnipeg 1957 (detalhes)       | Geraldine Fenton William McLachlan                                                                  | Beverley Orr Hugh Smith                                                                             | Elaine Protheroe William Trimble                                                                    | | |
| Ottawa 1958 (detalhes)         | Geraldine Fenton William McLachlan                                                                  | Beverley Orr Hugh Smith                                                                             | Svata Staroba Mirek Staroba                                                                         | | |
| Noranda 1959 (detalhes)        | Geraldine Fenton William McLachlan                                                                  | Ann Martin Edward Collins                                                                           | Svata Staroba Mirek Staroba                                                                         | | |
| Regina 1960 (detalhes)         | Virginia Thompson William McLachlan                                                                 | Ann Martin Gilles Vanasse                                                                           | Svata Staroba Mirek Staroba                                                                         | | |
| Lachine 1961 (detalhes)        | Virginia Thompson William McLachlan                                                                 | Donna Lee Mitchell John Mitchell                                                                    | Paulette Doan Kenneth Ormsby                                                                        | | |
| Toronto 1962 (detalhes)        | Virginia Thompson William McLachlan                                                                 | Donna Lee Mitchell John Mitchell                                                                    | Paulette Doan Kenneth Ormsby                                                                        | | |
| Edmonton 1963 (detalhes)       | Paulette Doan Kenneth Ormsby                                                                        | Donna Lee Mitchell John Mitchell                                                                    | Carole Forrest Kevin Lethbridge                                                                     | | |
| North Bay 1964 (detalhes)      | Paulette Doan Kenneth Ormsby                                                                        | Carole Forrest Kevin Lethbridge                                                                     | Marilyn Crawford Blair Armitage                                                                     | | |
| Calgary 1965 (detalhes)        | Carole Forrest Kevin Lethbridge                                                                     | Lynn Matthews Bryon Topping                                                                         | Gail Snyder Wayne Palmer                                                                            | | |
| Peterborough 1966 (detalhes)   | Carole Forrest Kevin Lethbridge                                                                     | Gail Snyder Wayne Palmer                                                                            | Judy Henderson John Bailey                                                                          | | |
| Toronto 1967 (detalhes)        | Joni Graham Don Phillips                                                                            | Judy Henderson John Bailey                                                                          | Maureen Peever Wayne Palmer                                                                         | | |
| Vancouver 1968 (detalhes)      | Joni Graham Don Phillips                                                                            | Donna Taylor Bruce Lennie                                                                           | Mary Church Tom Falls                                                                               | | |
| Toronto 1969 (detalhes)        | Donna Taylor Bruce Lennie                                                                           | Mary Church Tom Falls                                                                               | Hazel Pike Phillip Boskill                                                                          | | |
| Edmonton 1970 (detalhes)       | Mary Church David Sutton                                                                            | Hazel Pike Phillip Boskill                                                                          | Louise Lind Barry Soper                                                                             | | |
| Winnipeg 1971 (detalhes)       | Louise Lind Barry Soper                                                                             | Mary Church David Sutton                                                                            | Brenda Sandys James Holden                                                                          | | |
| London 1972 (detalhes)         | Louise Lind Barry Soper                                                                             | Barbara Berezowski David Porter                                                                     | Linda Roe Michael Bradley                                                                           | | |
| Vancouver 1973 (detalhes)      | Louise Soper Barry Soper                                                                            | Barbara Berezowski David Porter                                                                     | Linda Roe Michael Bradley                                                                           | | |
| Moncton 1974 (detalhes)        | Louise Soper Barry Soper                                                                            | Barbara Berezowski David Porter                                                                     | Linda Roe Michael Bradley                                                                           | | |
| Quebec City 1975 (detalhes)    | Barbara Berezowski David Porter                                                                     | Susan Carscallen Eric Gillies                                                                       | Shelley MacLeod Bob Knapp                                                                           | | |
| London 1976 (detalhes)         | Barbara Berezowski David Porter                                                                     | Susan Carscallen Eric Gillies                                                                       | Lorna Wighton John Dowding                                                                          | | |
| Calgary 1977 (detalhes)        | Susan Carscallen Eric Gillies                                                                       | Lorna Wighton John Dowding                                                                          | Debbie Young Greg Young                                                                             | | |
| Victoria 1978 (detalhes)       | Lorna Wighton John Dowding                                                                          | Patricia Fletcher Michael de la Penotiere                                                           | Marie McNeil Rob McCall                                                                             | | |
| Thunder Bay 1979 (detalhes)    | Lorna Wighton John Dowding                                                                          | Patricia Fletcher Michael de la Penotiere                                                           | Marie McNeil Rob McCall                                                                             | | |
| Kitchener 1980 (detalhes)      | Lorna Wighton John Dowding                                                                          | Marie McNeil Rob McCall                                                                             | Gina Aucoin Hans Peter Ponikau                                                                      | | |
| Halifax 1981 (detalhes)        | Marie McNeil Rob McCall                                                                             | Kelly Johnson Kris Barber                                                                           | Joanne French John Thomas                                                                           | | |
| Brandon 1982 (detalhes)        | Tracy Wilson Rob McCall                                                                             | Kelly Johnson Kris Barber                                                                           | Joanne French John Thomas                                                                           | | |
| Montreal 1983 (detalhes)       | Tracy Wilson Rob McCall                                                                             | Kelly Johnson John Thomas                                                                           | Karyn Garossino Rod Garossino                                                                       | | |
| Regina 1984 (detalhes)         | Tracy Wilson Rob McCall                                                                             | Kelly Johnson John Thomas                                                                           | Karyn Garossino Rod Garossino                                                                       | | |
| Moncton 1985 (detalhes)        | Tracy Wilson Rob McCall                                                                             | Karyn Garossino Rod Garossino                                                                       | Isabelle Duchesnay Paul Duchesnay                                                                   | | |
| North Bay 1986 (detalhes)      | Tracy Wilson Rob McCall                                                                             | Karyn Garossino Rod Garossino                                                                       | Jo-Anne Borlase Scott Chalmers                                                                      | | |
| Ottawa 1987 (detalhes)         | Tracy Wilson Rob McCall                                                                             | Karyn Garossino Rod Garossino                                                                       | Jo-Anne Borlase Scott Chalmers                                                                      | | |
| Victoria 1988 (detalhes)       | Tracy Wilson Rob McCall                                                                             | Karyn Garossino Rod Garossino                                                                       | Melanie Cole Michael Farrington                                                                     | | |
| Chicoutimi 1989 (detalhes)     | Karyn Garossino Rod Garossino                                                                       | Michelle McDonald Mark Mitchell                                                                     | Jo-Anne Borlase Martin Smith                                                                        | | |
| Sudbury 1990 (detalhes)        | Jo-Anne Borlase Martin Smith                                                                        | Michelle McDonald Mark Mitchell                                                                     | Jacqueline Petr Mark Janoschak                                                                      | | |
| Saskatoon 1991 (detalhes)      | Michelle McDonald Martin Smith                                                                      | Jacqueline Petr Mark Janoschak                                                                      | Penny Mann Juan-Carlos Noria                                                                        | | |
| Moncton 1992 (detalhes)        | Jacqueline Petr Mark Janoschak                                                                      | Penny Mann Juan-Carlos Noria                                                                        | Michelle McDonald Martin Smith                                                                      | | |
| Hamilton 1993 (detalhes)       | Shae-Lynn Bourne Victor Kraatz                                                                      | Penny Mann Juan-Carlos Noria                                                                        | Jacqueline Petr Mark Janoschak                                                                      | | |
| Edmonton 1994 (detalhes)       | Shae-Lynn Bourne Victor Kraatz                                                                      | Jennifer Boyce Michel Brunet                                                                        | Martine Patenaude Eric Masse                                                                        | | |
| Halifax 1995 (detalhes)        | Shae-Lynn Bourne Victor Kraatz                                                                      | Jennifer Boyce Michel Brunet                                                                        | Janet Emerson Steve Kavanagh                                                                        | | |
| Ottawa 1996 (detalhes)         | Shae-Lynn Bourne Victor Kraatz                                                                      | Chantal Lefebvre Michel Brunet                                                                      | Janet Emerson Steve Kavanagh                                                                        | | |
| Vancouver 1997 (detalhes)      | Shae-Lynn Bourne Victor Kraatz                                                                      | Chantal Lefebvre Michel Brunet                                                                      | Megan Wing Aaron Lowe                                                                               | | |
| Hamilton 1998 (detalhes)       | Shae-Lynn Bourne Victor Kraatz                                                                      | Chantal Lefebvre Michel Brunet                                                                      | Megan Wing Aaron Lowe                                                                               | | |
| Ottawa 1999 (detalhes)         | Shae-Lynn Bourne Victor Kraatz                                                                      | Chantal Lefebvre Michel Brunet                                                                      | Marie-France Dubreuil Patrice Lauzon                                                                | | |
| Calgary 2000 (detalhes)        | Marie-France Dubreuil Patrice Lauzon                                                                | Megan Wing Aaron Lowe                                                                               | Josée Piché Pascal Denis                                                                            | | |
| Winnipeg 2001 (detalhes)       | Shae-Lynn Bourne Victor Kraatz                                                                      | Marie-France Dubreuil Patrice Lauzon                                                                | Megan Wing Aaron Lowe                                                                               | | |
| Hamilton 2002 (detalhes)       | Shae-Lynn Bourne Victor Kraatz                                                                      | Marie-France Dubreuil Patrice Lauzon                                                                | Megan Wing Aaron Lowe                                                                               | | |
| Saskatoon 2003 (detalhes)      | Shae-Lynn Bourne Victor Kraatz                                                                      | Marie-France Dubreuil Patrice Lauzon                                                                | Megan Wing Aaron Lowe                                                                               | | |
| Edmonton 2004 (detalhes)       | Marie-France Dubreuil Patrice Lauzon                                                                | Megan Wing Aaron Lowe                                                                               | Chantal Lefebvre Arseniy Markov                                                                     | | |
| London 2005 (detalhes)         | Marie-France Dubreuil Patrice Lauzon                                                                | Megan Wing Aaron Lowe                                                                               | Chantal Lefebvre Arseni Markov                                                                      | | |
| Ottawa 2006 (detalhes)         | Marie-France Dubreuil Patrice Lauzon                                                                | Megan Wing Aaron Lowe                                                                               | Tessa Virtue Scott Moir                                                                             | | |
| Halifax 2007 (detalhes)        | Marie-France Dubreuil Patrice Lauzon                                                                | Tessa Virtue Scott Moir                                                                             | Kaitlyn Weaver Andrew Poje                                                                          | | |
| Vancouver 2008 (detalhes)      | Tessa Virtue Scott Moir                                                                             | Kaitlyn Weaver Andrew Poje                                                                          | Allie Hann-McCurdy Michael Coreno                                                                   | | |
| Saskatoon 2009 (detalhes)      | Tessa Virtue Scott Moir                                                                             | Vanessa Crone Paul Poirier                                                                          | Kaitlyn Weaver Andrew Poje                                                                          | | |
| London 2010 (detalhes)         | Tessa Virtue Scott Moir                                                                             | Vanessa Crone Paul Poirier                                                                          | Kaitlyn Weaver Andrew Poje                                                                          | | |
| Victoria 2011 (detalhes)       | Vanessa Crone Paul Poirier                                                                          | Kaitlyn Weaver Andrew Poje                                                                          | Alexandra Paul Mitchell Islam                                                                       | | |
| Moncton 2012 (detalhes)        | Tessa Virtue Scott Moir                                                                             | Kaitlyn Weaver Andrew Poje                                                                          | Piper Gilles Paul Poirier                                                                           | | |
| Mississauga 2013 (detalhes)    | Tessa Virtue Scott Moir                                                                             | Piper Gilles Paul Poirier                                                                           | Nicole Orford Thomas Williams                                                                       | | |
| Ottawa 2014 (detalhes)         | Tessa Virtue Scott Moir                                                                             | Kaitlyn Weaver Andrew Poje                                                                          | Alexandra Paul Mitchell Islam                                                                       | | |
| Kingston 2015 (detalhes)       | Kaitlyn Weaver Andrew Poje                                                                          | Piper Gilles Paul Poirier                                                                           | Alexandra Paul Mitchell Islam                                                                       | | |
| Halifax 2016 (detalhes)        | Kaitlyn Weaver Andrew Poje                                                                          | Piper Gilles Paul Poirier                                                                           | Élisabeth Paradis François-Xavier Ouellette                                                         | | |
| Ottawa 2017 (detalhes)         | Tessa Virtue Scott Moir                                                                             | Kaitlyn Weaver Andrew Poje                                                                          | Piper Gilles Paul Poirier                                                                           | | |
| Vancouver 2018 (detalhes)      | Tessa Virtue Scott Moir                                                                             | Piper Gilles Paul Poirier                                                                           | Kaitlyn Weaver Andrew Poje                                                                          | | |